# Armoriale delle famiglie italiane (Gam-Gaz)
Questo è l'armoriale delle famiglie italiane il cui cognome inizia con le lettere che vanno da Gam a Gaz.

## Armi

### Gam
| Stemma | Casato e blasonatura |
| ------ | --- |
|        | Gama (Bologna) squadra di nero a forma di L capovolta su scudetto rotondo di argento su - aquila ali spiegate di nero coronata di oro su azzurro - capo d'Angiò (citato in LEOM) |
|        | Gamacchio o Gamach (Montalto Dora, Aosta) D'oro, a tre pali di rosso, con il capo d'azzurro, carico di due cardellini al naturale, passanti sulla partizione Motto: Cantate Domino canticum novum (citato in (18)) |
|        | Gamaleri (Bosco) Troncato, d'oro e d'azzurro (citato in (18)) |
|        | Gamba (Passerano, Torino) Titolo: baroni troncato di azzurro e di rosso, alla fascia d'argento accompagnata, in capo, da tre stelle d'oro male ordinate; in punta, da una gamba di carnagione, recisa (citato in (4) – Vol. III pag. 347 e in (18)) fascia di argento su troncato di azzurro e di rosso - 3 stelle (5 raggi) di oro poste 1,2 su azzurro - gamba di carnagione recisa sopra il ginocchio posta in palo su rosso (citato in LEOM) Motto: Virtute ad sidera |
|        | Gamba (Moncalieri, Torino) Titolo: conti di Perosa Argentina, Pinasca, Porte, Roatto e Maretto Inquartato, al 1° e 4° d'oro, all'aquila di nero, coronata, rostrata e membrata del campo, linguata ed artigliata di rosso; al 2° d'azzurro, al leone coronato d'oro, con la coda biforcata, linguato ed armato di rosso; al 3° di rosso, alla gamba armata, al naturale, speronata d'oro; e sul tutto d'Austria, che è di rosso, alla fascia d'argento (carica di due I di nero?) (citato in (18)) |
|        | Gamba (Chioggia) (la blasonatura non è stata ancora caricata) (citato in Araldica gentilizia (archiviato dall'url originale il 5 marzo 2016).) |
|        | Gamba (Val Brembana) D'azzurro ad una gamba umana di carnagione, movente dal fianco sinistro, accompagnata da tre stelle di sei raggi d'oro, 2 in capo ed 1 in punta (citato in Stemmi della Val Brembana (archiviato dall'url originale il 6 gennaio 2013).) |
|        | Gamba Ghiselli (Ravenna) d'azzurro alla gamba di carnagione recisa di rosso nella coscia; col capo cucito del campo, sostenuto d'oro, caricato di un crescente d'argento e di tre stelle d'oro (6) ordinate: una stella, il crescente e due stelle, il tutto in fascia (citato in (4) – Vol. III pag. 347) gamba di carnagione recisa di rosso posta in palo su azzurro - 3 stelle (6 raggi) di oro poste in fascia - luna montante di argento tra le prime 2 su azzurro in capo - trangla ridotta a filetto di oro (citato in LEOM) |
|        | Gamba Ghiselli (Ravenna) gamba al naturale recisa di rosso su azzurro - trangla di oro - 3 stelle (6 raggi) di oro luna di argento su azzurro in capo - leone rampante nascente dalla troncatura di oro su azzurro giglio di oro in destra - 3 gigli di azzurro su oro posti 2,1 (citato in LEOM) |
|        | Gambacorta o Gambacorti (Molise) D'azzurro al leone d'argento caricato da 4 fasce di nero, col capo cucito di rosso, caricato da una croce ancorata d'argento (citato in (17)) alias d'argento a tre fasce di nero col leone di rosso attraversante sul tutto (citato in (17) e in (24)) Notizie storiche in Nobili napoletani. |
|        | Gambacorta o Gambacorti (Sicilia) Titolo: marchese di Motta d'Affermo d'azzurro, con un leone d'argento caricato da quattro fasce di nero, al capo cucito di rosso, caricato da una croce ancorata d'argento (citato in (25)) Corona di marchese Notizie storiche in Famiglie nobili di Sicilia. |
|        | Gambacorta (Messina, Palermo, Napoli) Titolo: principe di Macchia, Atena; duca di Limatola; marchese di Celenza, Brienza; conte di Macchia d'azzurro, al leone bandato d'argento e di nero, di otto pezzi; col capo cucito di rosso, alla croce di Calatrava d'argento Motto: In hoc signo cum leone omnia vinces (citato in Mango) alias d'oro al leone fasciato d'argento e di nero, col capo cucito di rosso caricato da una croce ancorata d'oro (citato in (24)) Notizie storiche in Nobili napoletani. |
|        | Gambacorti (Pisa) D'oro, al leone bandato d'argento e di nero alias D'oro, al leone bandato d'argento e di nero; con il capo di Pisa. (citato in (15)) |
|        | Gambadoro (Molise) D'argento alla gamba d'oro (citato in (17)) |
|        | Gambaloita (Milano) Titolo: signori di Terdobbiate; consignori di Olivola, Ottiglio Partito d'oro e di rosso, con il leone linguato di rosso, partito di nero e d'oro alias Partito di rosso e d'azzurro, con il leone partito di nero e d'oro alias Inquartato, al 1° e 4° di rosso, all'aquila d'argento; al 2° e 3° partito d'oro e di rosso, con il leone partito di nero e d'oro (citato in (18)) |
|        | Gambara (Brescia) d'oro al gambero di rosso posto in palo (citato in (4) – Vol. III pag. 348 e in (17)) gambero di rosso visto di dorso posto in palo su oro (citato in LEOM) |
|        | Gambara (Cesena) (la blasonatura non è stata ancora caricata) (citato in BLCW) Immagine in Blasone Cesenate. |
|        | Gambarana (Voghera) troncato di rosso e di azzurro. Lo scudo in petto all'aquila (citato in (4) – Vol. III pag. 350) troncato di rosso e di azzurro (citato in LEOM) Cimiero: l'avambraccio armato tenente una spada d'argento manicata d'oro |
|        | Gambarana (Busca) Titolo: conti di Castiglione Tinella; consignori di Santo Stefano Tre M in carattere antico, 2 e 1, d'argento; quale altri dicono nove gambe umane, accompagnate da cinque stelle d'oro, in campo rosso (citato in (18) e in (27)) tre M accompagnati ed alternati, in due fasce da cinque stelle 3, 2 (citato in (27)) alias Di rosso, a nove gambe d'argento, 6, 3, accompagnate da cinque stelle d'oro (citato in (18)) alias Di rosso, a tre M in caratteri gotici, d'argento, 2, 1, accompagnate da cinque stelle (6), dello stesso (citato in (18)) Cimiero: un figliuolo ignudo tenente un breve col motto / un puttino di carnagione, tenente un breve, col motto / il pellegrino Motto: Favent astra virtuti - Sic fata vocant |
|        | Gambarana o Gamberani (Chivasso) Titolo: consignori di Monteu da Po Troncato di rosso e d'azzurro Motto: Cum mero et mixtum imperium (citato in (18)) |
|        | Gambarelli d'oro, al gambero di rosso, posto in palo (citato in (6) – pag. 134) |
|        | Gambarelli (Rimini) Gambero (citato in (17)) |
|        | Gambari (Bologna) Gambero (citato in (17)) |
|        | Gambarini (Pescia) d'oro all'aquila spiegata al naturale, coronata dello stesso, recante sul petto uno scudo troncato, incuneato di argento e di rosso (citato in (4) – Vol. III pag. 350) scudetto troncato inchiavato di argento e di rosso su - aquila ali spiegate al naturale coronata di oro su oro (citato in LEOM) |
|        | Gambarini (Lucca, Pescia) D'oro, all'aquila dal volo spiegato al naturale, coronata del campo, caricata in cuore di uno scudetto troncato-cuneato d'argento e di rosso alias D'oro, all'aquila dal volo spiegato di nero, coronata del campo, caricata in cuore di uno scudetto troncato-cuneato d'argento e di rosso (citato in (15)) |
|        | Gambarini (Forlì) Gambero (citato in (17)) |
|        | Gambarini (Lucca) troncato di rosso e di argento cuneato di "n" pezzi (citato in LEOM) |
|        | Gambarini (Verona) giglio fiorito e sbocciato negli interstizi tutto di argento su rosso (citato in LEOM) |
|        | Gambaro (Torino) d'oro alla fascia di azzurro caricata di tre stelle di argento (6), accompagnata in capo da un'aquila di nero ed in punta da un gambero in palo di rosso (citato in (4) – Vol. III pag. 352) 3 stelle (6 raggi) di argento su fascia di azzurro su oro - aquila di nero su oro in alto - gambero visto di dorso di rosso posto in palo in basso su oro (citato in LEOM) Motto: Frangar non flectar |
|        | Gambaro (Venezia) (FR) Coupé, au 1, d'argent, à une écrevisse de gueules, posée en fasce, et un pal de sinople, brochant sur l'écrevisse, au 2, d'azur, à trois besants d'or. (citato in http://www.euraldic.com/lasu/bl/bl_g_am.html) |
|        | Gambaro (Genova) d'argento all'aragosta di rosso nascente da un mare d'argento (citato in (4) – Vol. III pag. 352) aragosta vista di dorso posta in palo di rosso uscente da mare di argento su argento (citato in LEOM) |
|        | Gambarotta o Gambaruti o Gambarova Di rosso, alla gamba di carnagione, recisa, con il capo d'oro, carico di un'aquila coronata, di nero (citato in (18)) |
|        | Gambarova (Biella) D'argento, a tre bande di nero, accompagnate in capo da una ruota armata, dello stesso Motto: Pro labore virtus et honor alias D'argento, a tre bande di rosso, accompagnate in capo da una ruota armata, dello stesso Motto: Pro virtute decus et honor (citato in (18)) |
|        | Gambatesa Titolo: signori di Roure; consignori di Maria Di rosso, alla croce scorciata, accantonata da quattro rose, il tutto d'oro (citato in (18)) |
|        | Gambaudi (Saluzzo ?) D'argento, al capo d'oro, per inchiesta, con un leone d'azzurro, armato e linguato di rosso, attraversante (citato in (18)) |
|        | Gambera (Monferrato) Gambero (citato in (17)) |
|        | Gambera (Rosignano, Casale) Titolo: conti di Mirabello; signori di Castelgrana, Lodisio; consignori di Altavilla, Cortemiglia, Grana, Rosignano, Terruggia, Villanova D'azzurro, a due gamberi al naturale, montanti, in scaglione, verso una stella d'argento, con il capo d'oro, carico di una aquila, coronata, di nero alias D'azzurro, a due gamberi al naturale, posti in palo, con il capo d'oro, carico di una aquila, di nero alias Di nero, a due gamberi al naturale, posti in palo, con il capo d'oro, carico di una aquila, di nero (citato in (18)) |
|        | Gambera (Mondovì ?) D'azzurro, al gambero di rosso, posto in palo, sormontato da tre stelle d'oro, con il capo di rosso, cucito, carico di un'aquila coronata, di nero, cucita (citato in (18)) |
|        | Gambera (Fossano) Di nero, al gambero di rosso, cucito, posto in palo, accostato da tre stelle d'oro, male ordinate, con il capo d'argento, carico di un'aquila coronata, di nero (citato in (18)) |
|        | Gamberelli (Firenze) D'azzurro, a tre gamberi montanti d'oro, 2.1 (citato in (15)) (DE) In Blau 3 goldene Krebse, 2:1 gestellt (citato in (28)) |
|        | Gamberelli (Firenze) Di..., a sei gamberi montanti di..., 3.2.1, con il capo cucito d'Angiò alias Di..., a tre gamberi montanti d'oro, 2.1, e al capo cucito d'Angiò (citato in (15)) |
|        | Gambereschi (Firenze) D'azzurro, al gambero montante d'oro, sormontato da un monte di sei cime dello stesso, cimato da una crocetta di rosso (citato in (15)) |
|        | Gamberini d'argento al gambero rosso. Capo d'azzurro a tre gigli d'oro posti fra i quattro pendenti di un lambello di rosso (citato in (4) – Vol. III pag. 353) gambero visto di dorso posto in palo di rosso su argento - capo d'Angiò (citato in LEOM) |
|        | Gamberini o Gambarini (Alessandria, Lucca) Troncato cuneato di quattro pezzi, d'argento e di rosso alias D'oro, all'aquila di nero, con il volo abbassato, coronata del campo, caricata in petto di uno scudetto troncato cuneato di quattro pezzi, d'argento e di rosso (citato in (18)) |
|        | Gamberini (Lucca) D'oro, all'aquila di nero, coronata del campo, caricata in petto di uno scudetto troncato cuneato di quattro pezzi, di rosso e d'argento (Immagine nella Raccolta stemmi Trippini (JPG).) |
|        | Gamberini Costa (Imola) d'azzurro al gambero di rosso sormontato da una costola di nero posta su di una trangla d'oro. Capo d'azzurro a tre gigli d'oro (citato in (4) – Vol. III pag. 354) filetto in fascia di oro su azzurro - costola di nero posta in banda in alto su azzurro - gambero visto di dorso posto in palo di rosso in basso su azzurro - capo di Francia (citato in LEOM) |
|        | Gamberucci (Prata (Grosseto)) partito: nel 1º scaccato d'oro e di rosso di 10 file 2, 1; nel 2º d'azzurro al leone d'oro. Sul tutto in punta uno scudetto d'argento a 3 pere gambute e fogliate di verde (citato in (4) – Vol. III pag. 354) 3 pere al naturale fogliate di verde poste 2,1 su scudetto di argento posto in basso su - scaccato di oro e di rosso - leone rampante di oro su azzurro (citato in LEOM) |
|        | Gamberucci (Siena) Partito: nel 1º scaccato d'oro e di rosso; nel 2º d'azzurro, al leone d'oro; il tutto accompagnato in punta da uno scudetto attraversante d'argento, caricato di tre pere di verde, picciolate e fogliate dello stesso, 2.1 (citato in (15)) |
|        | Gambi (Pisa) D'argento, a tre gemelle in fascia d'azzurro (citato in (15)) |
|        | Gambi d'azzurro, alla gamba di carnagione, recisa nella coscia di rosso, col capo del campo, caricato di un crescente volto d'argento, e di tre stelle (6) d'oro, ordinate una stella, crescente, due stelle, sostenuto da una riga d'oro (citato in (6) – pag. 115) |
|        | Gambi (Cesena) (la blasonatura non è stata ancora caricata) (citato in BLCW) Immagine in Blasone Cesenate. |
|        | Gambina (Ovada) D'azzurro, alla gamba di carnagione posta in palo, vestita di una calza del campo fino al ginocchio e di una scarpa d'argento, accostata da due gigli d'oro e sormontata da una corona dello stesso (citato in (31)) |
|        | Gambini (Pistoia) D'azzurro, alla banda di rosso, accompagnata in capo da una stella a otto punte d'oro, e in punta da un monte di tre cime dello stesso (citato in (15)) |
|        | Gambino (Catania) Titolo: nobili di argento, all'albero di verde, nodrito nella punta dello scudo, sostenuto da due leoni d'azzurro, affrontati (citato in (4) – Vol. III pag. 354, in (19), in Mango e in (25)) albero di verde uscente dalla punta affiancato da - 2 leoni controrampanti di azzurro su argento (citato in LEOM) Notizie storiche in Famiglie nobili di Sicilia. |
|        | Gambocorti o Gambacorti (Pisa) d'azzurro, al leone bandato d'argento e di nero e 8 pezzi (citato in (2) – pag. 72 e in (6) - pag. 110) |
|        | Gambuzza (Ovada) D'azzurro, alla banda di rosso, caricata di tre gigli d'argento, posti in sbarra, sostenente un'aquila col volo abbassato e rivoltata di nero (citato in (31)) |
|        | Gamelin (Palermo) Titolo: conte di rosso, allo scaglione di argento, accompagnato, in capo, da due rami di quercia al naturale, decussati; in punta da un piattello (gamella) di oro (citato in (4) – Vol. III pag. 355, in Mango e in (25)) scaglione di argento su rosso - 2 rami di quercia incrociati di verde in alto su rosso - secchiello manicato (gamella) di oro in basso su rosso (citato in LEOM) Notizie storiche in Famiglie nobili di Sicilia. |
|        | Gamin di rosso, a tre bisanti d'oro, figurati di viso umano (citato in (6) – pag. 128) |
|        | Gamondi (Bosco Marengo) Titolo: signori di Castellazzo; consignori di Mirabella, Pozzolo Formigaro D'azzurro, a due leoni d'oro, linguati e unghiati di rosso, affrontati e sostenenti un globo, pure d'oro, cerchiato e crociato d'argento, sostenente un'aquila nera, coronata d'oro alias D'azzurro, a due leoni d'argento, affrontati e sostenenti un globo del campo, cerchiato e crociato d'argento, con il capo d'oro, carico di un'aquila nera, coronata dello stesso (citato in (18)) |
|        | Gamucci (Firenze) Troncato d'oro e d'azzurro, alla fascia di verde passata sulla troncatura e caricata di due stelle a otto punte d'oro alias Trinciato d'oro e di verde, alla banda d'azzurro passata sulla trinciatura, caricata di due stelle a sei punte d'oro (citato in (15)) |
|        | Gamucci o Gamucci del Lion Nero (Toscana) (DE) Gold-grün schräggeteilt und überdeckt von 1 blauen Schrägbalken, dieser belegt mit 2 achtstrahligen silbernen Sternen (citato in (28)) |
|        | Gamurrini (Arezzo) d'azzurro al fuso d'oro accollato in fascia da due mezzi fusi del medesimo (citato in (4) – Vol. III pag. 355) D'azzurro, a una losanga e due mezze losanghe d'oro, accollate in fascia (citato in (15)) fascia formata da una losanga e da 2 mezze losanghe di oro su azzurro (citato in LEOM) |

### Gan
| Stemma | Casato e blasonatura |
| ------ | --- |
|        | Gandi (Firenze) D'azzurro, alla mazza d'arme posta in sbarra d'argento, accompagnata in capo da un crescente montante dello stesso, e in punta da un monte di sei cime d'oro (citato in (15)) |
|        | Gandini (San Leo) partito: nel 1º di azzurro al monte di tre cime d'oro all'italiana fondato sulla campagna di verde e accompagnato in capo da una cometa d'oro in palo; nel 2º troncato, a) trinciato dentato d'azzurro e d'oro; b) d'oro all'artiglio con volo d'aquila di nero (citato in (4) – Vol. III pag. 355) monte a 3 cime di oro su terrazzo di verde uscente dalla punta su azzurro - cometa di oro posta in palo in alto su azzurro - trinciato dentato di azzurro e di oro - mano di aquila di nero su oro (citato in LEOM) |
|        | Gandini (Modena) troncato di rosso e di verde, alla fascia d'oro sulla partizione: il 1º all'aquila coronata d'argento; il 2º a tre colonne doriche pure di argento, moventi dalla pianura al naturale, una accanto all'altra (citato in (4) – Vol. III pag. 356) fascia di oro su troncato di rosso e di verde - aquila coronata di argento su rosso - 3 colonne di argento uscenti dalla pianura al naturale in palo poste in fascia su verde (citato in LEOM) |
|        | Gandolfi (Porto Maurizio) Titolo: marchesi di Melazzo; conti di Ricaldone; signori di Chiusanico e Gazzelli troncato di rosso e di verde, al leone coronato di oro attraversante Motto: Fidem tene (citato in (4) – Vol. I pag. 360 e Vol. IX pag. 205 e in (18)) |
|        | Gandolfi (Pavia, Torino) inquartato: nel 1º e 4º di azzurro a due spade di argento, guernite di oro e decussate; nel 2º e 3º di argento al delfino al naturale la testa in fascia, la coda in alto (citato in (4) – Vol. III pag. 356) 2 spade di argento guernite di oro incrociate punte in alto su azzurro - delfino al naturale posto in fascia coda volta in alto su argento (citato in LEOM) |
|        | Gandolfi (Carpi) inquartato: nel 1º di azzurro a tre stelle (6) di oro male ordinate; nel 2º d'oro all'aquila di nero al volo abbassato; nel 3º d'oro al gallo ardito al naturale, in atto di cantare, sormontato da una stella di rosso; nel 4º d'oro a due sbarre d'argento cucite (citato in (4) – Vol. III pag. 357) 3 stelle (6 raggi) di oro poste 1,2 su azzurro - aquila ali abbassate (volo) di nero su oro - gallo passante al naturale sormontato da - stella (5 raggi) di rosso su oro - 2 sbarre di argento su oro (citato in LEOM) |
|        | Gandolfi (Piacenza) d'argento: partito: nel 1º all'albero di verde sradicato e accompagnato in capo da un giglio di rosso; nel 2º al leone di nero (citato in (4) – Vol. III pag. 358) albero di verde sradicato accompagnato in capo - da giglio di rosso tutto su argento - leone rampante di nero su argento (citato in LEOM) |
|        | Gandolfi (Mondovì) D'azzurro, all'orso passante sopra la pianura erbosa, il tutto al naturale, sormontato da sette spighe d'oro, quella di mezzo più alta Motto: Tempus et hora (citato in (18)) |
|        | Gandolfo (Palermo, Catania, Vizzini) Titolo: barone di San Giuseppe, nobili dei baroni, cavaliere di azzurro, alla torre torricellata di un pezzo d'oro, alla ghibellina, aperta e finestrata di nero, sinistrata da un leone del secondo, e il guerriero armato al naturale, uscente dalla torricella, impugnante una bandiera d'argento, astata di nero, caricata da una croce di rosso (citato in (4) – Vol. III pag. 358, in (19), in Mango e in (25)) castello a una torre merlato alla ghibellina uscente dalla punta di oro aperto e finestrato di nero cimato da - guerriero in maestà al naturale tenente con la sinistra una bandiera di argento crociata di rosso su azzurro - leone rampante contro il castello di oro a destra su azzurro (citato in LEOM) Notizie storiche in Famiglie nobili di Sicilia. |
|        | Gandolfo (Sicilia) d'azzurro, con un castello sormontato da tre torri merlate di tre pezzi, aperto e finestrate del campo, accostato da due leoni, affrontati e controrampanti, il tutto d'oro (citato in (25)) Notizie storiche in Famiglie nobili di Sicilia. |
|        | Gandolfo e Gandolfi (Cuneo, Galveston, Nuova Orleans) Titolo: barone dell'Impero francese d'azzurro, all'orso di nero, ritto, tenente una clessidra, al naturale, attraversante sopra una lancia d'argento, posta in palo, accostata da sei lance simili, ma più corte, tre per parte (citato in (4) – Vol. III pag. 358 e in (18)) d'azzurro, all'orso di nero, ritto, tenente una clessidra, al naturale, attraversante sopra una lancia d'argento, posta in palo, accostata da sei lance simili, ma più corte, tre per parte, una accanto all'altra (citato in (27)) orso rampante di nero tenente tra le zampe anteriori una clessidra di argento e traversante - una lancia di argento uscente dalla punta accompagnato da - 6 lance più piccole poste 3 a destra e 3 a sinistra tutto su azzurro (citato in LEOM) alias d'oro all'orso di nero, ritto, tenente colla zampa destra un orologio all'antica, al quartier franco dei baroni prefetti (di rosso al muro merlato, d'argento sormontato da un ramo di quercia dello stesso) (citato in (27)) Motto: Tempus et ordo |
|        | Gangalandi o Conti Gangalandi (Lastra a Signa, Firenze) Titolo: conti di Gangalandi (DE) Gespalten: Rechts ledig gold, links 5mal silber-rot gespalten alias (DE) Gespalten: Rechts in Gold 1 roter Löwe, links 5mal silber-rot gespalten (citati in (28)) |
|        | Gangalandi (Toscana) (DE) Gespalten: Rechts in Silber 1 roter Löwe, links 3mal rot-silber gespalten (citato in (28)) |
|        | Gangalandi (Toscana) (DE) Schräggeteilt: Oben 1 schräggelegter schreitender Vogel auf der Teilungslinie, unten 1 gestürzter Halbmond (citato in (28)) |
|        | Gangalandi o Galassi (Toscana) (DE) In Silber 3 rote Pfähle (citato in (28)) |
|        | Gangardi (Cesena) (la blasonatura non è stata ancora caricata) (citato in BLCW) Immagine in Blasone Cesenate. |
|        | Gangi (Firenze) D'oro, al cane rampante di rosso, collarinato di... (citato in (15)) |
|        | Gani (Torino, Monale, Londra) Titolo: con ti troncato: al 1º d'oro allo scaglione di rosso; al 2º ritroncato d'azzurro e di rosso (citato in (4) – Vol. III pag. 359 e in (18)) scaglione di rosso sull'oro del troncato di oro e - troncato di azzurro e di rosso (citato in LEOM) alias Troncato, al 1° d'oro allo scaglione di rosso, al 2° ritroncato d'azzurro e d'oro (citato in (18)) scaglione di rosso su oro - troncato di azzurro e di oro (citato in LEOM) |
|        | Ganilli o Gavilli o Anderlini (Asolo, Venezia) (la blasonatura non è stata ancora caricata) (citato in UNFE) Immagine nella Biblioteca Estense Universitaria (id. 5939). |
|        | Gantani (Cesena) (d'azzurro, alla croce di rosso) (citato in BLCW) Immagine in Blasone Cesenate. |
|        | Gante o De Gante (Siracusa) inquartato: nel 1° e 4° d'argento, al tronco nodoso di verde posto in banda; nel 2° e 3° d'azzurro, a tre stelle d'argento, e la bordatura a scacchi d'oro e di rosso, bordati di nero, di dieci pezzi alias troncato: nel 1º d'argento, al tronco nodoso di verde posto in banda; nel 2º d'azzurro, a tre stelle d'argento, e la bordatura a scacchi d'oro e di rosso, bordati di nero, di dieci (?) pezzi (citato in Mango) |
|        | Gante (Sicilia) diviso, nel 1° d'argento, con un tronco nodoso di verde posto in banda; nel 2° d'azzurro, con tre stelle d'argento ordinate 2 e 1, e la bordura composta d'oro, e di rosso (di 22 pezzi ?) (citato in (25)) Notizie storiche in Famiglie nobili di Sicilia. |
|        | Ganteri (Barcellonetta) Titolo: consignori di San Paolo (?) D'azzurro, a due bande d'argento, al lambello di nero, di cinque pendenti, attraversante sul tutto (citato in (18)) |
|        | Ganucci (Firenze, Pistoia) rombeggiato di argento e di rosso, col capo d'Angiò, cioè di azzurro a tre gigli d'oro e separati dai 4 denti di un rastrello di rosso, cucito (citato in (4) – Vol. III pag. 359) Losangato d'argento e di rosso, al capo d'Angiò (citato in (15)) (DE) Unter 1 blauen Schildhaupt, darin 1 vierlätziger roter Turnierkragen mit je 1 goldenen Lilie zwischen den Lätzen (Capo d'Angiò), silber-rot gerautet (citato in (28)) |
|        | Ganucci Cancellieri (Pistoia, Firenze) Titoli: Patrizio di Firenze, Patrizio di Pistoia partito di Ganucci, che è rombeggiato di argento e di rosso, col capo d'Angiò, cioè di azzurro a tre gigli d'oro e separati dai 4 denti di un rastrello di rosso, cucito; e di Cancellieri che è inquartato, al 1º e 4º d'oro, all'aquila di nero coronata del campo; al 2º e 3º troncato di azzurro al porco d'oro, e di oro (citato in (4) – Vol. III pag. 359) losangato di rosso e di argento - capo d'Angiò - aquila di nero coronata di oro su oro - troncato di azzurro caricato da un maiale passante di oro e di oro (citato in LEOM) Cimiero: un'aquila bicipite di nero coronata d'oro Motto: Per forza |

### Gar
| Stemma | Casato e blasonatura |
| ------ | --- |
|        | Gara (Merano) Titoli: Nobile ungherese col predicato di Nyreghyhàza semitroncato, partito: al 1º di rosso, a cinque stelle d'oro, due, una e due; al 2º d'oro al giglio di rosso; al 3º d'azzurro al grifone d'argento poggiato sulla campagna di verde, tenente un caduceo d'oro (citato in (4) – Vol. III pag. 364) troncato e semipartito di rosso di oro e di azzurro - 5 stelle (5 raggi) di oro poste in croce di Sant'Andrea su rosso - giglio di rosso su oro - grifo rampante di argento su terrazzo di verde afferrante con le zampe anteriori un caduceo di oro su azzurro (citato in LEOM) Cimiero: il destrocherio vestito d'azzurro tenente tre spighe di frumento d'oro |
|        | Garabello (Biella) D'azzurro, al castello di due torri, d'oro, merlato alla guelfa, murato, aperto e finestrato di nero, attraversato da una banda cucita, d'argento, carica di tre scaglioni rovesciati, di rosso, con il capo d'oro, carico di un'aquila coronata, di nero (citato in (18)) |
|        | Garagnani (Bologna ) Titoli: Marchese Albero nodrido sulla campagna di verde a sinistra- 2 cavalli galoppanti rivolti un sull'altro sullo stesso terrazzo tutto al naturale su argento con il capo d'azzurro caricato di tre stelle (5) d'oro (citato in AMAY) |
|        | Garagnani (Bologna ) Titoli: Conte D'argento al cavallo naturale passante sulla campagna di verde, imbrigliato e sellato d'oro, con il capo di rosso caricato di tre stelle (6) d'oro (citato in LONI) |
|        | Garagnini (Padova) Titoli: Nobile troncato, d'azzurro e di rosso al leone d'argento rivoltato e fissante un sole dello stesso orizzontato a sinistra con la fascia d'oro attraversante (citato in (4) – Vol. III pag. 361) fascia di oro su - leone rampante rivolto di argento su - troncato di azzurro e di rosso - sole raggiante di oro uscente dal canton destro del capo su azzurro (citato in LEOM) |
|        | Garagno (Chieri) Titolo: conti di Roccabigliera, Piè di Cavallo; baroni di S. Marzanotto Inquartato, al 1° e 4° d'oro, al leone coronato, di rosso, con la coda biforcata; al 2° e 3° d'azzurro, a tre ragni, d'oro Motto: Aemula virtus (citato in (18)) |
|        | Garaio o Garajo (Palermo) d'azzurro, alla torre merlata di tre pezzi d'argento, sormontata da un'aquila nascente d'oro, ed un guerriero armato al naturale, tenente nella sinistra una lancia dello stesso, a guardia della porta, chiusa di nero (citato in Mango) d'azzurro, con una torre di argento merlata di tre pezzi, sormontata da un'aquila nascente d'oro, ed un guerriero armato di lancia a guardia della porta chiusa di nero (citato in (25)) Notizie storiche in Famiglie nobili di Sicilia. |
|        | Garampi (Filottrano) d'azzurro alla fascia di rosso caricata di un leone al naturale su di un monte di tre cime di verde, tenente un compasso aperto d'argento (citato in (4) – Vol. III pag. 362) leone rampante al naturale su monte a 3 cime di verde uscente dalla punta su - fascia di rosso su azzurro - afferrante con la anteriore sinistra un compasso aperto punte in alto posto in banda di argento (citato in LEOM) |
|        | Garampi (Cesena) (la blasonatura non è stata ancora caricata) (citato in BLCW) Immagine in Blasone Cesenate. |
|        | Garau (Sassari, Ozieri, Tiesi) (la blasonatura non è stata ancora inserita) (citato in (4) – Vol. III pag. 362) |
|        | Garau (Cagliari) (la blasonatura non è stata ancora inserita) (citato in (4) – Vol. III pag. 363) |
|        | Garau (Thiesi, Ittiri, Alghero, Sassari) Di rosso alla torre merlata di 3 pezzi sorgente dalla pianura erbosa, affiancata alla base da due leoni controrampanti al naturale (citato in (17)) |
|        | Garavetti o Garavet ? (Champorcher, Trentino) D'azzurro, alla fascia, accompagnata in capo da due stelle (6), in punta da una stella, il tutto d'argento alias D'azzurro, alla fascia di rosso, cucita, accompagnata in capo da due stelle (6), in punta da una cometa, il tutto d'argento alias Interzato in fascia di rosso, d'argento e d'azzurro, la prima fascia carica di due stelle (6) d'azzurro, la terza da una stella d'argento (citato in (18)) |
|        | Garavoglia (Cigliano) Troncato, al 1° d'oro, all'aquila di nero, al 2° d'azzurro, al compasso aperto, d'oro Motto: Stat cum ratione voluntas (citato in (18)) |
|        | Garbarini (Parma) d'azzurro al castello turrito merlato al naturale e sormontato da tre stelle d'oro a cinque raggi (citato in (4) – Vol. III pag. 363) castello a 3 palchi e a 3 torrette al naturale uscente dalla punta su azzurro - 3 stelle (5 raggi) di oro poste in fascia in alto su azzurro (citato in LEOM) |
|        | Garbarino (Sanremo) d'azzurro alla fortezza d'argento di 3 torri merlate alla guelfa aperta e finestrata del campo; in capo 3 stelle (5) d'oro (citato in (4) – Vol. III pag. 364) castello (3 torri) di argento merlato alla guelfa su azzurro - 3 stelle (5 raggi) di oro poste in fascia in alto su azzurro (citato in LEOM) |
|        | Garbarino (Ovada) D'azzurro, al mastio di due palchi di rosso merlato alla ghibellina, finestrato di nero, aperto del campo, accompagnato nel capo da tre stelle di sei raggi d'oro, male ordinate (citato in (31)) |
|        | Garbelli (Brescia) siepe di oro con 2 rami fioriti di argento su terrazzo di verde su azzurro - albero di verde uscente dalla siepe su azzurro - sole di rosso su azzurro in alto (citato in LEOM) |
|        | Garbelli (Brescia) albero uscente dalla partizione di verde su azzurro sormontato da sole di oro - siepe di oro con di 2 rami fioriti di argento su terrazzo di verde su azzurro - albero di verde uscente dalla siepe su azzurro (citato in LEOM) |
|        | Garbi (Cortona) D'azzurro, allo scaglione d'oro accompagnato da tre rose d'argento, 2.1; il tutto abbassato sotto il capo cucito d'Angiò (citato in (15)) |
|        | Garbi o Garbi del Nicchio (Firenze) D'azzurro, alla croce di rosso, caricata di una stella a otto punte d'oro (citato in (15)) (DE) In Blau 1 rotes Kreuz, in der Herzstelle belegt mit 1 achtstrahligen goldenen Stern (citato in (28)) |
|        | Garcia San Pedro (Barcellona (Spagna)) partito: nel 1º troncato di rosso e di argento: a) al cigno d'argento fermo sulla pianura erbosa al naturale; b) alla bordura di rosso caricata nei fianchi da due chiavi affrontate di oro; nel 2º d'oro alla banda di verde ingolata da due teste di drago chiazzate d'oro e di verde ed accompagnata in capo da una torre ed in punta da un leone coronato, il tutto d'argento (citato in (4) – Vol. III pag. 364) cigno di argento fermo su terrazzo di verde su rosso - argento pieno - bordura di rosso caricata da 2 chiavi affrontate di oro ingegni all'interno - banda di verde ingolata da - 2 teste di drago di oro uscenti dagli angoli opposti su oro - torre di argento in alto a destra su oro - leone rampante coronato di argento in basso a sinistra su oro (citato in LEOM) |
|        | Garcia San Pedro (Barcellona (Spagna)) cigno di argento su terrazzo di verde su rosso - 2 leoni rampanti di nero un sull'altro - bordura di rosso caricata di 2 chiavi di oro con gli ingegni affrontati - banda di verde ingolata da 2 teste di drago dello stesso su oro - torre di argento in alto a destra su oro - leone coronato di argento in basso a sinistra (citato in LEOM) |
|        | Garda (Cesena) (la blasonatura non è stata ancora caricata) (citato in BLCW) Immagine in Blasone Cesenate. |
|        | Gardani (Copparo di Ferrara) inquartato: al 1º di rosso all'aquila d'argento, nel 2º d'argento alla serpe Viscontea, nel 3º di verde alla fortuna corrente sopra una palla d'argento, nel 4º d'oro al pino terrazzato di verde (citato in (4) – Vol. III pag. 365) aquila di argento su rosso - biscione visconteo di azzurro su argento - figura della Fortuna in maestà su palla di argento al naturale su verde - albero di pino su terrazzo di verde su oro (citato in LEOM) |
|        | Gardani (Copparo di Ferrara) filetto in croce di oro su rosso - aquila di oro su rosso - biscione visconteo di oro su rosso - angelo camminante di oro su rosso - albero sradicato di oro su rosso (citato in LEOM) |
|        | Gardi (Firenze) Di..., a tre teste umane di..., coronate all'antica di..., 2.1 (citato in (15)) |
|        | Gardini (Volterra) D'azzurro, alla torre al naturale, fondata sul terreno dello stesso, aperta del campo (citato in (15)) |
|        | Gardini (Asti) Titolo: signori di Magliano, Monale D'oro, a tre colonne in palo, sormontate da tre stelle, il tutto d'azzurro (citato in (18)) |
|        | Gardini (Asti, Cherasco, Vigone) Titolo: signori di Mongardino Inquartato, al 1° e 4° vaiato di verde e d'oro, a quattro file; al 2° e 3° di rosso, a tre conchiglie d'argento (citato in (18)) |
|        | Gardini (Cassinasco ?) Troncato, semipartito, al 1° d'azzurro, alla torre addestrata da una stella, il tutto d'argento, al 2° bandato d'argento e di rosso, al 3° d'argento, all'albero di rovere, al naturale; con il capo d'oro, carico di un'aquila di nero Motto: Accedam non cedam (citato in (18)) |
|        | Gardini (Cesena) (la blasonatura non è stata ancora caricata) (citato in BLCW) Immagine in Blasone Cesenate. |
|        | Garelli (Bologna) d'oro, al cinghiale al naturale uscente da una palude dello stesso (citato in (2) – pag. 141 e in (17)) |
|        | Garelli o Garello (Villanova Mondovì) Di rosso, a tre gigli d'argento, con il capo di (...), carico di un leone nascente, d'argento (citato in (18) e in (27)) Motto: Fortiter et suaviter |
|        | Garelli o Garelli Colombo (Asti, Torino) Titolo: conti troncato: al 1º d'oro a tre pini di verde, nodriti sulla partizione, quello di mezzo più alto e sostenuto da un leoncino di rosso, affrontato al tronco; al 2º di azzurro (citato in (4) – Vol. III pag. 365 e in (18)) 3 alberi abeti il centrale più alto uscenti dalla troncatura di verde su oro - leone rampante di rosso contro l'abete centrale sull'oro del troncato di oro e di azzurro (citato in LEOM) Cimiero: leone di rosso, nascente Motto: Et vigilat sub umbra |
|        | Garezzo o Garessio o Garresio (Benevagienna) Titolo: conti di Castel del Bosco Troncato, al 1° d'azzurro, al sole d'oro, al 2° d'argento, al filare di vite ("ghersa" in dialetto) sostenuto da quattro pali decussati, due a due, nutrito sulla pianura erbosa, al naturale (citato in (18)) |
|        | Garfagnini (Pietrasanta) D'argento, al capro saliente di nero e alla banda attraversante di rosso (citato in (15)) |
|        | Gargallo (Lentini, Siracusa, Messina) Titolo: marchese di Castel Lentini, Barone di Priolo, nobili dei marchesi interzato in pergola rovesciata di azzurro, di argento e di rosso; nel 1º allo scaglione d'oro, accompagnato da tre stelle (6) dello stesso, 2 in capo e una in punta e ai fianchi una bordura merlata di oro; nel 2º al gallo ardito di rosso; nel 3º a cinque pali d'oro (citato in (4) – Vol. III pag. 365 e in (19)) interzato in pergola rovesciata di azzurro di argento e di rosso - scaglione di oro accompagnato da - 3 stelle (6 raggi) dello stesso poste 2,1 su azzurro - bordura solo ai fianchi merlata di oro su azzurro - gallo passante di rosso su argento - 5 pali di oro su rosso (citato in LEOM) alias semipartito spaccato: al 1° d'azzurro, al capriolo sormontato da due stelle (6) ed una (6) in punta, con la bordura merlata ai lati, il tutto d'oro; al 2° d'argento, al gallo di rosso con una zampa alzata: al 3° d'oro a quattro pali di rosso (citato in (25)) Motto: Nil mediocriter Notizie storiche in Famiglie nobili di Sicilia. |
|        | Gargallo (Lentini, Siracusa) Titolo: marchese di Castellentini troncato, nel 1° d'argento, al gallo di nero, crestato e barbato di rosso; nel 2° di rosso, palato d'oro (o di rosso, a sei pali d'oro ?) (citato in Mango) diviso, nel 1° d'argento con un gallo di nero, crestuto e barbuto di rosso; nel 2° di rosso con sei verghette d'oro (citato in (25)) alias (partito: nel 1º d'azzurro, allo scaglione d'oro, accompagnato da due stelle a otto raggi dello stesso, una in capo e una in punta, alla bordura merlata di rosso di dieci pezzi; nel 2º d'argento, al gallo di nero, crestato e barbato di rosso, il tutto alla campagna d'oro, carica di cinque pali di rosso) (citato in Mango) Notizie storiche in Famiglie nobili di Sicilia. |
|        | Gargana (Napoli) (la blasonatura non è stata ancora caricata) (citato in UNFE) Immagine nella Biblioteca Estense Universitaria (id. x2771xx). |
|        | Gargana Baldacchini (Napoli) (inquartato, nel 1° e 4° d'azzurro all'albero nodrito verde, sormontato da un crescente tra due stelle d'oro, ed accostato alla base da due porcospini affrontati al naturale (Gargano); nel 3° e 4° badato di rosso e d'argento al capo d'oro con tre anitre azzurre senza becco e senza zampe ordinate in fascia (Baldacchini) ) (citato in UNFE) Immagine nella Biblioteca Estense Universitaria (id. xx2771x). |
|        | Gargano (Molise) Spaccato: nel 1° bandato di rosso e d'argento; nel 2° d'oro, a tre anitre d'azzurro ordinate in fascia (citato in (17)) |
|        | Gargano (Napoletano) (la blasonatura non è stata ancora caricata) (citato in (24)) |
|        | Gargano o Galgana (Siracusa) d'azzurro, alla banda accompagnata in capo da due stelle ed in punta da una branca di leone recisa e posta in fascia, il tutto d'oro (citato in Mango) |
|        | Garghi (Siena) Di rosso, alla banda d'azzurro caricata di tre fiamme del campo, e accompagnata da due stelle a cinque punte d'argento, una nel cantone sinistro del capo e l'altra nel cantone destro della punta (citato in (15)) |
|        | Gargiolli (Firenze) partito: al primo di oro all'aquila di nero uscente dalla partizione; al secondo d'argento alle tre bande di azzurro caricata ciascuna di una ruota d'oro (citato in (4) – Vol. III pag. 366) mezza aquila bicipite di nero uscente dalla partizione su oro - 3 bande di azzurro su argento caricate da 3 ruote di oro poste in sbarra (citato in LEOM) Cimiero: una ruota d'oro |
|        | Gargiolli (Firenze) D'azzurro, a due galli affrontati al naturale, sormontati da due gigli d'oro, accompagnati in capo da un crescente rovesciato d'argento (citato in (15)) (DE) In Blau 1 gestürzter silberner Halbmond, 2 goldene Lilien und 2 einwärtsgekehrte schreitende rotkehlige und rotbekammte naturfarbene Hähne mit goldenen Beinen, 1:2:2 gestellt (citato in (28)) alias D'azzurro, a due galli affrontati al naturale, sormontati da un crescente rovesciato d'argento, accompagnato in capo da due gigli d'oro; il tutto abbassato sotto il capo dell'Impero (citato in (15)) alias Partito: nel 1º d'oro, all'aquila dal volo spiegato di nero, uscente dalla partizione; nel 2º d'argento, a tre bande d'azzurro, ciascuna caricata di una ruota d'oro (citato in (15)) |
|        | Gargiolli (Firenze) Di..., al volo levato di... (citato in (15)) |
|        | Garì o Carì (Sicilia) d'azzurro, al leone d'oro, rampante contro una colonna d'argento (citato in Mango) |
|        | Gariano (Catanzaro) D'azzurro alla torre d'argento aperta e finestrata del campo uscente dalla campagna di verde (citato in DAlena e in BLCL) |
|        | Gariazzo (Ponderano) D'argento, al destrocherio vestito d'azzurro, tenente nella mano di carnagione un ramoscello di rosa, al naturale, con il capo d'azzurro, carico di tre stelle d'oro, ordinate in fascia Motto: In brachio virtus (citato in (18)) |
|        | Garibaldi (Genova) troncato e cucito di rosso e di azzurro, coll'albero nodrito sulla pianura sostenuto da un leoncino d'oro Motto: Virtus nobilitas (citato in (4) – Vol. III pag. 367) albero nodrito su terrazzo tutto al naturale su troncato di rosso e di azzurro - leone rampante di oro contro l'albero sul terrazzo su azzurro (citato in LEOM) |
|        | Garibaldi o Garibaldo o Galibaldo (Sicilia) d'argento, al leone di nero (citato in Mango) |
|        | Gariboldi (Cremona) d'oro al castello d'azzurro aperto e finestrato del campo, merlato alla guelfa, torricellato di due pezzi, ciascuna torricella pure finestrata del campo e merlata alla guelfa; il castello fondato sulla campagna di verde (citato in BLCR) Immagine in Blasonario Cremonese (archiviato dall'url originale il 5 marzo 2017). |
|        | Garidelli (Nizza) Titolo: conti di Quincinetto D'azzurro, alla croce di calvario d'oro, patente, con la punta aguzza, accompagnata verso la punta da due triangoli, d'argento alias D'azzurro, alla croce patente, d'oro, accompagnata in punta da due triangoli, d'argento (citato in (18)) |
|        | Garigliatti (Rivarolo) D'azzurro, alla fascia d'argento, accompagnata in capo da in leone d'oro, nascente dalla fascia, e in punta da un crescente d'argento (citato in (18)) |
|        | Garimondi (Chieri) Bandato d'argento e di rosso Motto: Dei gratia sumus quod sumus (citato in (18)) |
|        | Garin o Garino (Caraglio, Nizza) Titolo: conte di Cocconato; barone di Castelnuovo di rosso, allo scaglione d'oro, accompagnato in capo da due stelle d'argento, ed in punta da una rosa dello stesso, gambuta e fogliata di verde (citato in (4) – Vol. III pag. 368, in (18) e in (27)) scaglione di oro su rosso - 2 stelle (5 raggi) di argento poste in fascia in alto su rosso - rosa di argento stelata e fogliata di verde in basso su rosso (citato in LEOM) alias Inquartato di Garin, che è di rosso, allo scaglione d'oro, accompagnato in capo da 2 stelle d'argento, ed in punta da una rosa dello stesso, gambuta e fogliata di verde; e di Fighiera, che è d'oro al fico di verde, sradicato; col capo d'azzurro a tre stelle d'argento ordinate in fascia (citato in (18)) Motto: Flores mei fructus |
|        | Garin (Nizza) partito: nel 1º di Garin che è di rosso, allo scaglione d'oro, accompagnato in capo da 2 stelle d'argento, ed in punta da una rosa dello stesso, gambuta e fogliata di verde; al 2º di Fighiera, che è d'oro al fico di verde, sradicato; col capo d'azzurro a tre stelle d'argento ordinate in fascia (citato in (4) – Vol. III pag. 368) scaglione di oro su rosso - 2 stelle (5 raggi) di argento poste in fascia in alto su rosso - rosa di argento stelata e fogliata di verde in basso su rosso - albero di fico sradicato di verde su oro - 3 stelle (5 raggi) di argento poste in fascia su azzurro in capo (citato in LEOM) Motto: Flores mei fructus |
|        | Garini (Alba) Partito, d'oro e bandato di rosso e d'oro (citato in (18)) |
|        | Garino (Torino) D'azzurro, a tre pali d'oro, con il capo del secondo, carico di tre stelle, di rosso (citato in (18)) |
|        | Garino o Garini (Canavese) Titolo: consignori di Castellamonte, Cesnola, Colleretto, Quincinetto, Settimo Vittone D'argento, alla pianta di limone di verde, fustata e fruttata d'oro, accompagnata da due pappagalli, di verde (citato in (18)) |
|        | Garisello (Venezia) (FR) Parti, au 1, d'azur, à la fasce d'or, penchée en barre, au 2, coupé, d'or à une cornière renversée de sable, sur azur plein. (citato in http://www.euraldic.com/lasu/bl/bl_g_ar.html) |
|        | Garlano (Palermo, Corleone) partito: nel 1° d'azzurro, al pino naturale; nel 2° d'azzurro, al leone d'oro, addestrato nel capo da una stella dello stesso (citato in Mango e in (25)) Notizie storiche in Famiglie nobili di Sicilia. |
|        | Garlaschi Troncato, al 1° di verde, alla croce d'oro, formata da cinque rombi, accollati e appuntati al 2° d'argento, a tre melograni di rosso (citato in (18)) |
|        | Garneri (Dronero, Savigliano, Cavallermaggiore) Titolo: consignore di Costigliole Saluzzo Scaglionato di rosso e di verde, i pezzi orlati d'argento, con il palo dello stesso (citato in (18) e in (27)) scudo bipartito in palo da una zinta d'argento e sei sbarre d'ogni lato tre verdi e tre rosse profilate d'argento (citato in (27)) Cimiero: donna di carnagione, scapigliata Motto: À Dieu servir - A Dio ben servir |
|        | Garneri (Cavallermaggiore) Partito controscaglionato d'argento e di rosso (citato in (18)) |
|        | Garnieri o Garneri (Nizza ?) Titolo: consignori di Sant'Antonino D'argento, a tre scaglioni di rosso, con il capo d'oro, cucito (citato in (18)) |
|        | Garofali (Desenzano) dimidiato nel 1º all'aquila spiegata, nel 2º a una croce nel mezzo di due stelle a otto punte (citato in Piovanelli) |
|        | Garofalo (ramo di Cosenza) (Napoli, Cosenza) Titolo: duca di Rotino, marchese della Rocca, patrizio di Cosenza di azzurro al leone d'oro lampassato di rosso tenente un ramo di garofano fiorito di tre (citato in (4) – Vol. III pag. 369 e in (19)) D'azzurro al leone d'oro lampassato di rosso, tenente con le branche anteriori un fiore di garofano al naturale fiorito di 3 pezzi (citato in (17) e in BLCL) d'azzurro al leone d'oro lampassato di rosso, tenente con le zampe un garofano rosso, fiorito di tre pezzi (citato in (24)) leone rampante di oro tenente con le zampe anteriori uno stelo di garofano (fiore) fiorito di 3 pezzi di rosso su azzurro (citato in LEOM) Notizie storiche in Nobili napoletani. |
|        | Garofalo (ramo di Palermo) (Napoli) Titolo: baroni di oro allo scaglione di nero, accompagnato in punta da un seme di garofano al naturale (citato in (4) – Vol. III pag. 369, in (19) e in (24)) scaglione di nero su oro accompagnato - in punta da un fiore di garofano reciso al naturale su oro (citato in LEOM) Motto: Generi nostro fidamus Notizie storiche in Nobili napoletani. |
|        | Garofalo o Galofaro (Palermo, Catania, Trapani) Titolo: marchese della Scaletta; duca di Rebuttone d'oro, allo scaglione di nero, accompagnato nella punta da un garofano di rosso (citato in Mango) d'oro, con un capriolo di nero, accompagnato nella punta da un garofano di rosso (citato in (25)) alias di rosso, alla pianta di garofano al naturale, fiorita di tre pezzi di rosso, nodrita in un vaso d'oro, trattenuto da due leoni affrontati e controrampanti dello stesso (citato in Mango) di rosso, con la pianta di garofano al naturale nodrita in un vaso d'oro, trattenuto da due leoni affrontati e contro rampanti dello stesso (citato in (25)) Corona di duca Notizie storiche in Famiglie nobili di Sicilia. Ulteriori notizie storiche in Famiglie nobili di Sicilia. |
|        | Garofoli d'azzurro alla rotella d'oro, fiammeggiante, carica di un'aquila coronata, di nero (citato in (4) – Vol. III pag. 642) |
|        | Garofoli (Tortona) D'azzurro, al sole radiante d'oro, carico di un'aquila coronata, di nero Motto: Deo dante florebo (citato in (18)) |
|        | Garofolo (Cosenza) d'azzurro, al leone d'oro linguato di rosso tenente colle branche un garofano fiorito di 3 pezzi (citato in (2) – pag. 283 e in (17)) |
|        | Garombo o Garombi (Bra, Torino) Inquartato, al 1° e 4° d'azzurro, al leone d'oro, al 2° e 3° di rosso, allo scudo di guerra, d'argento Motto: Munit et hornat (citato in (18)) |
|        | Garosini (Pistoia) D'azzurro, al destrocherio di carnagione, vestito di rosso, tenente una ghirlanda di verde, accompagnato in capo da una stella a otto punte di rosso e in punta da un monte di tre cime d'oro (citato in (15)) |
|        | Garretti o Garretto (Asti, Torino) Titolo: conti e signori di Ferrere, signori di Cellarengo e Menabò; consignori di Arignano, Cisterna, Ferrere, Lavezzole, Marentino fasciato ondato d'oro e di rosso (citato in (4) – Vol. III pag. 370) fasciato ondato di oro e di rosso (citato in LEOM) alias D'oro, a tre fasce ondate di rosso (citato in (18)) Cimiero: l'aquila bicipite di nero, rostrata d'oro Sostegni: due liocorni d'argento Motti: Noxia pello - Virtute probata - Far e non dir |
|        | Garretto (Savigliano) Una banda rossa carica di tre scaglie di corazza d'argento traversato da una linea piccola di azzurro ed un bottone pur di azzurro sopra altra banda pur d'argento in campo azzurro (citato in (18)) |
|        | Garrone o Garone (Cuneo) D'argento, all'aquila di nero, coronata e membrata di rosso (citato in (18)) alias d'argento, con un'aquila di nero, coronata, e membrata di rosso; spaccato sopra il partito di azzurro e d'argento con una quercia sradicata d'oro nel primo ed un grifone di nero nel secondo (citato in (27)) alias lo scudo partito di rosso, e d'oro con un albero d'olivo nel primo, ed un grifone nel secondo, ambi due dell'uno nell'altro; il tutto sotto il capo d'oro con un'aquila coronata di nero (citato in (27)) Cimiero: un'aquila nascente simile a quella dell'arma Motto: Tendit ad astra |
|        | Garrone o Garone (Chivasso, Torino) Titolo: signori di Larizzate Partito, di rosso, all'olivo, e d'oro, al grifone, dello uno nell'altro, il tutto con il capo d'oro, carico di un'aquila coronata, di nero (citato in (18)) |
|        | Garrone Troncato, al 1° d'argento, all'aquila coronata di nero, al 2° partito, d'azzurro, alla quercia sradicata d'oro, e d'argento, al grifone di nero Motto: Tendit ad astra (citato in (18)) |
|        | Garroni o Garrone (Genova, Roma, Savona) partito: al 1º d'azzurro all'albero al naturale, al 2º di rosso al grifone coronato d'oro, col capo sul tutto di oro, carico di un'aquila di nero coronata del campo, uscente dalle partizione (citato in (4) – Vol. III pag. 370) albero al naturale troncato su azzurro - grifo rampante coronato di oro su rosso - aquila nascente di nero coronata di oro su oro in capo (citato in LEOM) Cimiero: l'aquila del capo Ornamenti: svolazzi di argento, rosso e verde |
|        | Garruccio (Iglesias, Cagliari, Serri) d'azzurro a due cani corsi di oro, coronati dello stesso, affrontati e controrampanti, sostenenti colle zampe una ruota d'argento ed in atto di mirare una stella di oro nel punto del capo (citato in (4) – Vol. III pag. 371) 2 cani controrampanti coronati di oro sostenenti con le zampe anteriori una ruota di argento su azzurro - stella (5 raggi) di oro in alto su azzurro (citato in LEOM) |
|        | Garruco (Sardegna) d'azzurro, a due tigri d'oro affrontate, rampanti, sostenenti colle branche in alto una ruota d'argento sormontata da una stella dello stesso (citato in (2) – pag. 545 e in (17)) |
|        | Garrugi d'azzurro, a tre case d'argento, tegolate di nero (citato in (6) – pag. 164) |
|        | Garsia o Garzia o Ingarsia (Sicilia) Titolo: barone di Colobra, Savochetta d'azzurro, all'uccello gaza d'argento, posto di fronte, pascolante sopra un terreno di verde sostenuto da un fiume del secondo, ombrato di nero, movente dalla punta (citato in (17) e in Mango) d'azzurro, con un uccello gaza d'argento, posato in una pianura erbosa al naturale, bagnata in punta da un fiume d'argento (citato in (25)) Corona di marchese Notizie storiche in Famiglie nobili di Sicilia. |
|        | Garzilli (Napoli, Solofra) Titolo: conte di rosso al leone rampante , tenente con le branche anteriori una lancia, messa in palo, affrontante un sole radiante ed un giglio, il tutto d'oro (citato in (24)) Notizie storiche in Nobili napoletani. |
|        | Garzilli (Napoletano) (la blasonatura non è stata ancora caricata) (citato in (24)) |
|        | Garzoni (Bologna) d'azzurro, a tre sgarzi posti a ventaglio, uscenti da un monte di tre cime d'oro movente dalla punta (citato in (11) – pag. 332) |
|        | Garzoni (Firenze) Semitroncato partito: nel primo di argento; nel secondo di nero;, nel terzo d'oro, a tre bande di rosso (citato in (4) – Vol. III p. 371) troncato di argento e di nero - 3 bande di rosso su oro (citato in LEOM) |
|        | Garzoni (Firenze) troncato di argento e di nero - 3 bande di oro su rosso (citato in LEOM) |
|        | Garzoni (Lucca, Pescia, Livorno, Firenze) Partito: nel 1º troncato d'argento e di nero; nel 2º bandato di sei pezzi d'oro e di rosso alias Partito: nel 1º troncato d'argento e di nero; nel 2º bandato di sei pezzi d'oro e di rosso; sul tutto: d'azzurro, alla fascia d'oro, accompagnata da tre rocchi di scacchiere dello stesso, 2.1, e al capo cucito d'Angiò (citato in (15)) |
|        | Garzoni (Venezia) (FR) D'azur, à un mont de trois coupeaux d'or, mouv. de la pointe, le coupeau du milieu sommé de trois épis du second. (citato in http://www.euraldic.com/lasu/bl/bl_g_ar.html) |

### Gas
| Stemma | Casato e blasonatura |
| ------ | --- |
|        | Gaschi (Torino, Bagnasco) Titolo: conti di Bourget e Villarodin inquartato in decusse, di rosso al giglio d'oro, e d'oro alla rosa di rosso (citato in (4) – Vol. III pag. 372 e in (18)) inquartato in croce di Sant'Andrea di rosso e di oro - giglio di oro su rosso - rosa di rosso su oro (citato in LEOM) alias inquartato, di rosso al giglio d'argento e di oro alla rosa di rosso (citato in (4) – Vol. III pag. 372 e in (18)) inquartato di rosso e di oro - giglio di argento su rosso - rosa di rosso su oro (citato in LEOM) alias D'azzurro, alla sbarra d'oro, accompagnata in capo da una stella d'argento, in punta da un sole dello stesso, nascente dall'angolo sinistro della punta (probabile arma antica) (citato in (18)) |
|        | Gaspardi (Pianezza) Di verde, a due leopardi d'argento, macchiati di nero, uno sull'altro, accompagnati in capo da una stella, e attorno da sette foglie d'olivo, il tutto d'oro e ordinate in cinta (citato in (18)) |
|        | Gaspardone (Casale) Titolo: conti di Castelletto Merli; consignori di Altavilla, Cortemiglia Interzato in scaglione, d'oro, d'azzurro e di rosso, l'azzurro carico di tre stelle d'oro, 2, 1 alias D'oro, calzato di rosso, con tre stelle d'oro, attraversanti sulla partizione alias Troncato d'oro e di rosso, con lo scaglione rovesciato, d'azzurro, carico di tre stelle, d'argento Motto: Honor superis (citato in (18)) |
|        | Gaspari (Verona) Titoli: dei conti di Cesana troncato, colla fascia d'azzurro sulla partizione; al 1º di rosso a tre stelle d'oro male ordinate; al 2º d'argento al toro al naturale nascente dal mare fluttuoso, d'azzurro e d'argento (citato in (4) – Vol. III pag. 372) fascia di azzurro su troncato di rosso e di argento - 3 stelle (5 raggi) di oro poste 1,2 su rosso - toro rampante al naturale nascente dal mare fluttuoso di azzurro e di argento su argento (citato in LEOM) |
|        | Gaspari (Cosenza, Torino, Novara, Verona) Titoli: conte partito: al 1º di rosso al muro di fortezza, di oro, segnato di nero, sorreggente una torre rotonda d'argento, merlata alla guelfa, aperta e finestrata di tre di nero; al 2º d'azzurro al toro furioso d'oro, uscente da un mare d'argento, ondato d'azzurro, accompagnato in capo da tre stelle male ordinate d'argento, colla fascia attraversante dello stesso, caricata dal motto: Fort mea (citato in (4) – Vol. III pag. 372) fascia di argento caricata del motto in lettere maiuscole di nero "FORT MEA" su partito di rosso e di azzurro - muro di oro mattonato di nero cimato da - torre rotonda merlata di 3 pezzi alla guelfa su rosso - bue rampante di oro nascente da mare di argento ondato di azzurro su azzurro sormontato da - 3 stelle (5 raggi) di argento poste 1,2 su azzurro (citato in LEOM) |
|        | Gaspari (Vicenza) leone rampante di oro sormontato da - 3 stelle (5 raggi) dello stesso poste 1, 2 tutto su azzurro (citato in LEOM) D'azzurro, al leone d'oro accompagnato in capo da tre stelle dello stesso (citato in (29), vol. I, p.438) |
|        | Gasparini (Mercatello, Roma, Milano, Cattolica, Torino) di azzurro al vaso d'oro sostenuto da un destrocherio uscente dal fianco sinistro dello scudo e vestito di rosso, con la mano di carnagione; dal vaso uscenti tre gigli gambuti e fogliati di verde (citato in (4) – Vol. III pag. 373) avambraccio destro uscente da destra vestito di rosso con polsino di argento afferrante con la mano di carnagione una coppa di oro da cui escono a ventaglio 3 gigli di giardino di argento stelati e fogliati di verde su azzurro (citato in LEOM) |
|        | Gasparini Guasparini (Lucca, Pisa) di azzurro alla fascia d'argento caricata di 3 tortelli di rosso, accompagnata in capo da una stella di otto raggi d'oro, e in punta da un crescente montante d'argento (citato in (4) – Vol. III pag. 374) 3 palle di rosso su fascia di argento su azzurro - stella (8 raggi) di oro in alto su azzurro - luna montante di argento in basso su azzurro (citato in LEOM) |
|        | Gasparino o Gasparrino o Gasperino o De Gaspano (Messina) di nero, al grifo d'oro, impugnante nella destra una spada d'argento (citato in (17) e in Mango) |
|        | Gasparoni (Fusignano) D'azzurro, al tronco d'albero al naturale accompagnato in capo da tre stelle d'oro (citato in Pasini, pag. 730) |
|        | Gasparri (Cardinale Pietro - Segretario di Stato del Vaticano dal 1914 al 1930) (la blasonatura non è stata ancora caricata) |
|        | Gasperoni (Cesena) (la blasonatura non è stata ancora caricata) (citato in BLCW) Immagine in Blasone Cesenate. |
|        | Gassante o Gassanti (Fossano, Savigliano) Fasciato di verde e d'oro, col capo del secondo, carico di un'aquila, di nero Motto: Ancora spero (citato in (18)) |
|        | Gastaldi (Torino) d'argento, alla banda accostata da sei gigli, ciascuno posto in sbarra, il tutto di rosso (citato in (4) – Vol. III pag. 374) banda di rosso su argento - 6 gigli di rosso posti in sbarra in doppia banda su argento (citato in LEOM) Cimiero: l'angelo vestito di verde, alato d'oro, tenente colla destra una spada alta Motto: Dat incrementa Deus |
|        | Gastaldi (Sommariva Bosco, Ceva, Torino) Titolo: nobili D'argento, alla banda accostata da sei gigli, il tutto di rosso Motto: Dat incrementa Deus (citato in (18)) |
|        | Gastaldi (Torino) Titolo: consignori di Forno di Lemie, Usseglio D'argento, alla banda accostata da sei gigli, il tutto di rosso Motto: Qui endure (citato in (18)) |
|        | Gastaldi (Savigliano) (la blasonatura non è stata inserita) (citato in (4) – Vol. III pag. 374) |
|        | Gastaldi (Torino, Moncalieri, Ciriè) Titolo: conti di Trana; consignori di Cocconato, Piazzo Trinciato, al 1° d'argento al ramoscello di viole mammole, al naturale; al 2° d'azzurro al leone d'oro, illeopardito; con la banda sulla partizione, indivisa, troncata di rosso e di nero; e con il capo d'oro carico di tre gigli d'azzurro, ordinati in fascia Motto: Ex castalio ad ipsos (citato in (18)) |
|        | Gastaldi (Busca, Cuneo) Titolo: consignore di Cervasca, Vignolo D'azzurro, alla gemella d'argento (citato in (18) e in (27)) |
|        | Gastaldi o Violi (Saluzzo) D'argento, alla banda accostata da sei gigli, il tutto di rosso (citato in (18)) |
|        | Gastaldi (Savigliano) Titolo: baroni di San Gaudenzio D'argento, alla banda accostata da sei gigli, ciascuno posto in sbarra, il tutto di rosso (citato in (18)) |
|        | Gastaldi (Alessandria, Tortona) Di rosso, al monte di tre cime di verde, uscente dalla punta e sostenente un ramo fogliato, dello stesso, posto in palo fra due stelle (6) d'azzurro, cucite (citato in (18)) |
|        | Gastodegno (Sicilia) d'azzurro, con un leone di oro, sormontato da due stelle dello stesso (citato in (25)) Notizie storiche in Famiglie nobili di Sicilia. |
|        | Gastone o Ingastone (Catania) Titolo: marchese dell'Ingegni d'argento, al compasso aperto di nero, sormontato da un leone dello stesso (citato in Mango) alias d'argento, col compasso aperto di nero, sormontato da un leone passante dello stesso (citato in (25)) Notizie storiche in Famiglie nobili di Sicilia. |

### Gat
| Stemma | Casato e blasonatura |
| ------ | --- |
|        | Gati (Vicenza) Gatto (citato in (17)) |
|        | Gatta o Della Gatta (Barletta, Lucera, Nicotera, Otranto, Reggio Calabria, Palermo, Viterbo, Napoli) Titolo: barone di conte di Isola Fulcheria; principe di Monasterace d'azzurro al gatto passante d'argento sormontato da un lambello a tre pendenti di rosso (citato in (17) e in (24)) Notizie storiche in Nobili napoletani. |
|        | Gattabianca (Pisa) Di rosso, al gatto passante d'argento (citato in (15)) |
|        | Gattai (Firenze) D'oro, al monte di sei cime d'azzurro, sostenente un gatto seduto al naturale (citato in (15)) |
|        | Gattamelata (Narni) Gatto (citato in (17)) |
|        | Gattani (Toscana) (DE) In Schwarz 1 silberner Pfahl (citato in (28)) |
|        | Gattani o Gattani da Barberino (Toscana) (DE) In Schwarz 1 silberner Pfahl, beidseitig begleitet von je 1 achtstrahligen silbernen Stern (citato in (28)) |
|        | Gattani (Toscana) (DE) In Schwarz 1 silbern bordierter silberner Pfahl, beidseitig begleitet von je 1 achtstrahligen silbernen Stern (citato in (28)) |
|        | Gattani (Toscana) (DE) In Blau 1 goldener Schrägbalken, beidseitig begleitet von je 1 achtstrahligen goldenen Stern (citato in (28)) |
|        | Gattani o Gattani da Sommaia (Toscana) (DE) In Silber 1 blauer Sparren (citato in (28)) |
|        | Gatteschi (Roma) Titolo: Patrizio (di Pistoia) di rosso, al monte, posto in cuore, di 11 cime d'argento poste 3, 4, 3, 1, alla bordura di due file scaccata d'argento e di rosso (citato in (2) – pag. 87 e in (17)) |
|        | Gatteschi (Firenze) di rosso, al monte di 11 cime d'argento poste 3, 4, 3, 1, e la bordura di due file scaccata d'argento e di rosso (citato in (4) – Vol. III pag. 374) 3 cime ristrette di argento su monte a 8 cime dello stesso poste 1,3,4 su rosso - bordura scaccata (2file) di argento e di rosso (citato in LEOM) |
|        | Gatteschi (Pistoia) (DE) In rot-silber geschachtem Feld 1 rotes Schild, belegt mit 1 schwebenden silbernen Fünfzehnberg (citato in (28)) |
|        | Gatteschi (Pistoia, Firenze, Arezzo) D'azzurro, al gatto rampante e riguardante d'argento, e alla banda attraversante di rosso alias Di rosso, al monte di undici cime d'argento e alla bordura scaccata di due file dei due smalti alias D'azzurro, al gatto rampante e riguardante al naturale, e alla banda attraversante di rosso, il tutto accompagnato in capo da tre stelle a sei punte d'oro, 1.2 alias D'azzurro, al gatto rampante e riguardante al naturale, e alla banda attraversante di rosso, il tutto accompagnato in capo da tre stelle a otto punte d'oro, 1.2 (citato in (15)) |
|        | Gatti (Gubbio) di azzurro al monte di tre cime di verde all'italiana, sostenente un gatto ritto e rivoltato al naturale, accompagnato in capo da tre stelle di 6 raggi d'oro, male ordinate (citato in (4) – Vol. III pag. 375) monte a 3 cime di verde uscente dalla punta sostenente - un gatto rampante rivolto al naturale su azzurro sormontato da - 3 stelle (6 raggi) di oro poste 1,2 su azzurro (citato in LEOM) |
|        | Gatti troncato: nel 1º d'azzurro, al gatto d'argento, nascente dalla troncatura, tenente nelle zampe un giglio d'oro, sormontato da un lambello di rosso, con tre gigli d'oro tra i quattro pendenti; nel 2º fasciato di rosso e d'argento, di quattro pezzi (citato in (6) – pag. 134) |
|        | Gatti (Prato) D'oro, al monte di sei cime di verde, e alla banda attraversante d'azzurro, caricata di un ramo di..., fiorito di cinque pezzi d'argento alias D'oro, al monte di sei cime di verde, e alla banda attraversante d'azzurro, caricata di cinque rose d'argento (citato in (15)) |
|        | Gatti (Romagna, Lombardia) Gatto (citato in (17)) |
|        | Gatti o Gatto (Carmagnola) D'azzurro, a tre stelle d'oro, con il gatto d'argento, in abisso Motto: Sic itur ad astra (citato in (18)) |
|        | Gatti (Tortona) D'azzurro, al gatto seduto al naturale, trattenente tra le zampe anteriori un topo, di nero (citato in (18)) |
|        | Gatti (Cesena) (la blasonatura non è stata ancora caricata) (citato in BLCW) Immagine in Blasone Cesenate. |
|        | Gattinara d'azzurro, a due ossa di morto decussate d'oro, accantonate da quattro gigli dello stesso (citato in (6) – pag. 146) |
|        | Gattinara (Torino) d'azzurro al decusse d'argento ancorato, accantonato da quattro gigli d'oro; col capo dell'impero (citato in (4) – Vol. III pag. 375) croce di Sant'Andrea ancorata di argento accantonata da - 4 gigli di oro su azzurro - capo d'Impero (citato in LEOM) Cimiero: il guerriero armato di spada e scudo Motto: Aut vincendum aut moriendum |
|        | Gattinara (San Germano Vercellese) Titolo: conti di Zubiena; signori di Arborio e Recetto, Gattinara; consignori di Cerrione D'azzurro, al decusse d'argento, ancorato, accantonato da quattro gigli d'oro, con il capo d'oro, carico di un'aquila di nero alias Inquartato, al 1° e 4° d'azzurro, al decusse d'argento, ancorato, accantonato da quattro gigli d'oro, al 2° e 3° d'oro, carico di un'aquila di nero (citato in (18)) |
|        | Gattinara (Biella) D'azzurro, al gatto d'argento, inferocito, armato di nero Motto: Agilitas recta (citato in (18)) |
|        | Gattini (Napoli) Titolo: conti d'azzurro al gatto d'argento tenente una vipera tra i denti, poggiato su tre monti di verde, e caricato sul capo da un lambello a tre pendenti di rosso (citato in (4) – Vol. III pag. 376 e in (19)) gatto passante di argento tenente tra i denti una vipera di verde posto su 3 monti al naturale di verde uscenti dalla punta su azzurro - lambello (3gocce) di rosso in alto su azzurro (citato in LEOM) Cimiero: un drago alato uscente dall'elmo |
|        | Gattini (Matera) Titolo: conti (d'azzurro al gatto d'argento tenente una vipera tra i denti, poggiato su tre monti di verde, e caricato sul capo da un lambello a tre pendenti di rosso (citato in (17) e in (29) - Vol. III pag. 239) e in Gens Catherina de terra Balii di Caterini Carlo. E.S.C. Rende 2009. |
|        | Gattini o Gattini di Pescia (Toscana) (DE) In Rot 1 gestürzter goldener Trichter, 2 goldene Rosen und 1 schwebender goldener Sechsberg, 1:2:1 gestellt (citato in (28)) |
|        | Gattis (Monteleone, attuale Vibo Valentia) spaccato: nel 1° d'oro al gatto passante di nero, accompagnato in capo da un lambello di rosso a quattro pendenti;nel 2° d'azzurro a tre bande d'oro (citato in (17) e in (29)) |
|        | Gatto di Rogliano (Rogliano, Roma) Titolo: Conti, Baroni, Nobili, Patrizi eredi dei Gatti- Colonna di Martirano, dei Gatti Patrizi e Signori di Viterbo, Vicari del S.R.I. e cavalieri dello Speron d'oro. Troncato Semipartito. Nel 1°: d'azzurro al gatto passante di nero, traversante i raggi di un Sole d'oro movente dal mezzo del capo. Nel 2°: inquartato: nel 1° e nel 4° d'oro all'aquila bicipite di nero, lampassata dello stesso, rostrata e armata di rosso, coronata d'oro, accompagnata da 6 bisanti dello medesimo, 1 in capo, 2 tra il capo e le ali, 2 tra le ali e gli artigli, ed 1 in punta; nel 2° d'azzurro alla colonna tuscanica d'argento, a base e capitello d'oro, coronata alla chiusa dello stesso; nel 3° partito: nel 1° d'azzurro al gatto passante d'argento, uscente dalla partizione, accompagnato in capo da un lambello di rosso a 3 pendenti ; nel 2° d'argento a 2 fasce di rosso; sul tutto uno scudo ovale troncato: nel 1° d'oro al gatto passante di nero, accompagnato in capo da un lambello di rosso a 3 pendenti, nel 2° d'azzurro a tre bande d'oro. Nel 3°: di rosso, alla stella di cinque raggi, d'oro, posta nel punto d'onore, accompagnata da un monte alla tedesca di cinque colli, dello stesso, fondato in punta. Motto: Semper nobiles cum astutia et sacrificio. Notizie origini storiche in: Franz Von Lobstein, Settecento calabrese e altri scritti, vol. III. Bisogni - De Gatti Giuseppe, Hipponii, sue Vibonis Valentiae, vel Montisleonis, ausoniae civitatis accurata historia. In tres libros divisa. Libro d'oro delle famiglie nobili e notabili. Riconoscimento genealogico del cronista d'armi di Castiglia e Leon, attuale cronista d'armi di Spagna. |
|        | Gatto o Gatti (Viterbo) fasciato d'oro e d'azzurro. "Gatti quos cernis currendo solent dare saltum, virtutes signant per quas coscendit in altum" |
|        | Gatto (Lanerio) d'oro, alla fascia ondata d'azzurro sormontata da un gatto d'argento maculato di nero |
|        | Gatto o Gatti (Torino, Asti) D'oro, alla banda d'azzurro, ondata, carica di un gatto d'argento, macchiato di nero Motto: Micans in tenebris agens (citato in (18)) |
|        | Gatto (Viterbo) (la blasonatura non è stata ancora caricata) (immagine dello Stemmario reale di Baviera.) |
|        | Gatto (Messina) Titolo: nobili d'azzurro, a tre fasce ondate, abbassate di oro; la prima sostenente un gatto d'argento, rivoltato, sormontato da tre stelle di 6 punte dello stesso ordinate in fascia (citato in (4) – Vol. III pag. 376, in (19) e in Mango) d'azzurro, a tre fasce d'oro ondate e abbassate, la prima sostenente un gatto d'argento rivoltato, sormontato da tre stelle dello stesso ordinate in fascia (citato in (25)) alias d'azzurro, a dieci bisanti di oro: 1, 2, 3 e 4 (citato in (4) – Vol. III pag. 376, in (19), in Mango e in (25)) Notizie storiche in Famiglie nobili di Sicilia. Ulteriori notizie storiche in Famiglie nobili di Sicilia. |
|        | Gatto (Catanzaro) D'argento al monte all'italiana di tre cime di verde uscente dalla punta e sostenente un gatto saliente al naturale fissante una stella a 8 punte d'azzurro posta nel cantone destro del capo. Alla banda di rosso attraversante (citato in DAlena e in BLCL) |
|        | Gatto o Gatto Roissard (Messina, Roma) Titolo: nobile d'azzurro, a tre fasce ondate, abbassate di oro; la prima sostenente un gatto d'argento, rivoltato, sormontato da tre stelle di 6 punte dello stesso ordinate in fascia (citato in (4) – Vol. III pag. 377) gatto passante rivolto di argento su 3 fasce ondate abbassate di oro su azzurro - 3 stelle (6 raggi) di argento poste in fascia in alto su azzurro (citato in LEOM) alias d'azzurro, a dieci bisanti di oro: 1, 2, 3 e 4 (citato in (4) – Vol. III pag. 377) 10 palle di oro poste 1,2,3,4 a forma di piramide su azzurro (citato in LEOM) Notizie storiche in Famiglie nobili di Sicilia. |
|        | Gattola (Gaeta, Napoli, Trani) Titolo: nobili di Gaeta d'azzurro a tre bande di argento; al capo di oro col gatto passante di nero (citato in (4) – Vol. III pag. 377 e in (19)) 3 bande di argento su azzurro - gatto passante di nero su oro in capo (citato in LEOM) |
|        | Gattola (Gaeta) Gazza (citato in (17)) |
|        | Gattola (Napoli) troncato: nel 1º d'oro, al leone passante di...; nel 2º bandato di rosso e d'azzurro (Immagine nella Raccolta stemmi Trippini (JPG).) |
|        | Gattolini o Cattolini o Della Gattaia (Firenze) Di verde, all'ancora posta in palo al naturale, e alla banda attraversante di rosso, caricata di tre leopardi al naturale (citato in (15)) alias Di verde, all'ancora posta in palo al naturale, e alla banda attraversante di rosso, caricata di tre gatti passanti al naturale (citato in (15)) (DE) In Grün 1 schwarzer Anker, überdeckt von 1 senkrecht zur Figur mit 3 naturfarbenen schreitenden Katzen belegten roten Schrägbalken (citato in (28)) |
|        | Gattolo (Venezia) (FR) Parti, au 1, d'azur, à une fasce d'or, penchée en barre, au 2, tranché d'azur sur or, à la bande de l'un en l'autre. (citato in http://www.euraldic.com/lasu/bl/bl_g_at.html) |
|        | Gattonibus (la blasonatura non è stata ancora caricata) (citato in (17)) |
|        | Gattula o Gaetula (Napoli, Cefalù) troncato: nel 1° d'oro, al leone illeopardito di rosso; nel 2° bandato d'azzurro e d'oro (citato in Mango) |

### Gau
| Stemma | Casato e blasonatura |
| ------ | --- |
|        | Gaudi (Cuorgnè) Palato d'argento e d'azzurro, con il capo d'oro, carico di un'aquila di nero (citato in (18)) |
|        | Gaudio (Padova) Titoli: Nobile inquartato: d'argento e d'azzurro al caduceo d'oro, colla banda di nero, carica di tre stelle (6) d'oro, attraversante (citato in (4) – Vol. III pag. 377) 3 stelle (6 raggi) di oro su banda di nero su inquartato di argento e di azzurro - l'azzurro caricato di un caduceo di oro (citato in LEOM) Cimiero: tre penne di struzzo, d'argento, d'azzurro e d'oro |
|        | Gaudiosi (Penne, Castellammare Adriatico) Titolo: duchi di Canosa d'oro a due fasce di rosso caricate da due pesci d'argento contronatanti, ed abbassate sotto una sirena a doppia coda al naturale (citato in (4) – Vol. III pag. 378, in (17) e in (19)) 2 pesci di argento contronuotanti su - 2 fasce abbassate di rosso su oro - sirena a 2 code al naturale in alto su oro (citato in LEOM) |
|        | Gaudiosi (Penne, Castellammare Adriatico) 2 fasce di rosso su oro caricate da 2 pesci di cui uno rivolto di argento - sirena al naturale in capo su oro (citato in LEOM) |
|        | Gaudioso (Aversa, Napoli) Titolo: nobile, conte palatino d'argento al pino nodrito di verde piantato sul medio di tre monticelli al naturale moventi dalla punta, ed accompagnati in capo da tre stelle di rosso, ordinate in fascia (citato in (4) – Vol. III pag. 378 e in (19)) albero di pino di verde sul centrale di 3 monticelli al naturale uscenti dalla punta su argento - 3 stelle (5 raggi) di rosso poste in fascia in alto su argento (citato in LEOM) |
|        | Gaudioso (Palermo, Vizzini) Titolo: barone di Saracina, nobili dei baroni fasciato di rosso e d'oro, di quattro pezzi; le fasce di rosso caricate di un pesce d'argento, il secondo rivoltato; col capo d'oro carico di una sirena, di due code al naturale, coronata del campo (citato in (4) – Vol. III pag. 378, in (19), in Mango e in (25)) alias troncato: nel 1º d'azzurro, con un cavallo corrente d'oro, sormontato da tre stelle di 6 punte, dello stesso allineate in fascia; nel 2º scaccato d'argento e di nero di cinque file (citato in (4) – Vol. III pag. 378, in (19) e in Mango) diviso; nel 1° d'azzurro, con un cavallo corrente d'oro, sormontato da tré stelle dello stesso allineate in fascia; nel 2°, scaccheggiato d'argento e di nero di cinque file (citato in (25)) cavallo corrente di oro sormontato da - 3 stelle (6 raggi) dello stesso poste in fascia in alto su azzurro - scaccato di argento e di nero (citato in LEOM) Corona di marchese Notizie storiche in Famiglie nobili di Sicilia. Ulteriori notizie storiche in Famiglie nobili di Sicilia. |
|        | Gaudioso (Vizzini) 2 pesci di argento contronuotanti su - 2 fasce di rosso su oro - sirena a 2 code al naturale poggiata sulla fascia superiore in alto su oro (citato in LEOM) |
|        | Gaulard (Firenze) D'argento, alla fascia di tre losanghe accollate d'azzurro, ciascuna caricata di una crocetta pomata e pieficcata d'oro (citato in (15)) |
|        | Gauli o Andrelini (Asolo, Venezia) (la blasonatura non è stata ancora caricata) (citato in UNFE) Immagine nella Biblioteca Estense Universitaria (id. 7007). |
|        | Gauthier e Gauthier Vignal (Nizza) D'azzurro, alla banda d'oro Motto: Droict et adroict (citato in (18)) |
|        | Gautier (Torino) di rosso, allo scaglione d'oro, accompagnato, in punta, da una torre dello stesso; col capo d'azzurro, cucito, carico di tre stelle d'argento, ordinate in fascia ed attraversante la punta dello scaglione (citato in (4) – Vol. III pag. 379) scaglione di oro accompagnato da - torre dello stesso uscente dalla punta su rosso - 3 stelle (5 raggi) di argento poste in fascia su azzurro in capo (citato in LEOM) |
|        | Gautier Di [...] (argento?), alla sbarra di nero, doppiomerlata, carica di due gigli e due stelle, alternati, (a piombo?), il tutto d'oro, e accompagnata da due leoncini, rivoltati, di [...] (citato in (18)) |
|        | Gautier (Torino) Titolo: conti di Confiengo; baroni D'argento, allo scaglione di rosso, accompagnato in punta da una torre dello stesso, merlata alla ghibellina di tre pezzi, aperta e finestrata del campo, fondata sulla pianura, di verde, con il capo d'azzurro, attraversante la sommità dello scaglione, carico di tre stelle d'argento, male ordinate alias Di rosso, allo scaglione d'oro, accompagnato da una torre dello stesso, uscente dalla punta, con il capo d'azzurro, attraversante la sommità dello scaglione, carico di tre stelle d'argento, ordinate in fascia (citato in (18)) |
|        | Gautier (Torino) scaglione di rosso su argento - torre di rosso su terrazzo di verde su argento - 3 stelle (5 raggi) di argento su azzurro in capo poste 2,1 (citato in LEOM) |
|        | Gauttieri (Poggetto, Venezia, Roma) Titolo: conti di azzurro al monte di tre cime d'argento, ristretto, sostenente un usignuolo al naturale, il tutto sormontato da tre stelle di oro (5) ordinate in fascia, quella di mezzo con una piccola coda serpeggiante di argento (citato in (4) – Vol. III pag. 380) D'azzurro, a tre monti all'italiana, d'argento, quello di mezzo sostenente un usignolo, al naturale, sormontato in capo da tre stelle d'oro, in fascia, quella di mezzo con una coda serpeggiante, d'argento (citato in (18)) monte a 3 cime di argento sostenente - un uccello usignolo al naturale sormontato da - una cometa di oro con la coda di argento in palo affiancata da 2 stelle (5 raggi) di oro poste in fascia in alto tutto su azzurro (citato in LEOM) Motto: Sans avoir |

### Gav
| Stemma | Casato e blasonatura |
| ------ | --- |
|        | Gavacciani (Firenze) D'azzurro, al castello d'oro, turrito di tre pezzi e cupolato di due (citato in (15)) |
|        | Gavalia (Cavallermaggiore, Torino) D'azzurro, alla fascia d'oro, con tre piante di canapa sopra il tutto, moventi da una stessa radice, ciascuna fogliata di cinque foglie, il tutto d'argento (citato in (18)) |
|        | Gavard des Pivets (Firenze) Partito: nel 1º d'azzurro, al capo d'argento caricato di una stella a sei punte del campo; nel 2º d'oro, all'albero (forse di pino) sradicato al naturale (citato in (15)) |
|        | Gavardini (Vallio, Gavardo) tripartito nel 1º alla pianta nascente da una cassetta; nel 2º inquartato di rosso e di verde con corona d'oro e tre palle bianche; nel 3º triplo fasciato in verticale di bianco, nero, verde e rosso (citato in Piovanelli) |
|        | Gavardini (Vallio, Gavardo) fasciato di blu in campo rosso, sormontato da una pianta fronzuta di verde nascente da una cassetta (citato in Piovanelli) |
|        | Gavardini (Gavardo, Salò) troncato nel 1º di rosso a tre teste di carnagione bendate e di profilo la prima e la seconda volte a destra, la terza volta a sinistra; nel 2º a una cassa (citato in Piovanelli) |
|        | Gavardini (Gavardo, Salò) troncato d'azzurro e d'argento alla volpe rampante di bianco e d'azzurro (citato in Piovanelli) |
|        | Gavardo (Trieste) partito: a) di nero a due bande d'argento; b) d'argento a due bande di nero alias partito: a) di nero a due bande d'argento; b) d'argento a due bande di nero. Sul tutto d'oro alla tenaglia di nero, afferrante una lingua di rosso Cimiero: uno struzzo d'argento, tenente nel becco un ferro da cavallo (citato in (4) – Vol. III pag. 380) |
|        | Gavardo (Trieste) 2 bande partite di argento e di nero su partito di nero e di argento (citato in LEOM) |
|        | Gavardo (Trieste) tenaglia di nero afferrante una lingua di rosso su scudetto di oro su - 2 bande partite di argento e di nero su partito di nero e di argento (citato in LEOM) |
|        | Gavargnoli (Firenze) D'azzurro, al leopardo illeonito accompagnato da una cometa nel cantone sinistro del capo, e alla fascia attraversante, il tutto d'oro alias D'azzurro, al leopardo illeonito accompagnato da una cometa nel cantone sinistro del capo, e alla sbarra attraversante, il tutto d'oro (citato in (15)) |
|        | Gavelli (Cagli) (la blasonatura non è stata ancora caricata) (citato in (17)) |
|        | Gavi (Livorno) Partito: nel 1º d'azzurro, al leone d'oro sormontato da due crescenti montanti d'argento, ordinati l'uno sull'altro; nel 2º troncato cuneato di rosso e d'argento, a tre gigli bottonati di verde, 2.1, posti nel secondo (citato in (15)) |
|        | Gavi (Genova) leone rampante di oro sormontato da - 2 lune montanti di argento poste un sull'altra su azzurro (citato in LEOM) D'azzurro, al leone d'oro, sormontato da due crescenti montanti d'argento, uno sull'altro. (citato in (29) vo. I, p. 462 |
|        | Gavigliani o Gaviani (Alessandria) Titolo: nobili d'oro, alla fascia d'azzurro, accompagnata da due rose di rosso (citato in (4) – Vol. III pag. 381 e in (18)) fascia di azzurro su oro - 2 rose di rosso poste in palo su oro (citato in LEOM) alias D'argento, alla fascia d'azzurro, accompagnata da due rose, di rosso (citato in (18)) Motto: Sic vigent |
|        | Gavini (Mondovì) D'azzurro, alla banda d'argento, carica di tre gazze al naturale Motto: In humilitate requies (citato in (18)) |
|        | Gavotta o Gavotti (Ovada) Scaccato di cinque file d'argento e di nero; col capo d'argento, caricato di un'aquila nascente, coro- nata di nero (citato in (31)) |
|        | Gavotti o Gavotto (Genova, Torino, Roma, Albissola) troncato al 1º d'oro all'aquila coronata di nero; al 2º scaccato di nero e d'argento (citato in (4) – Vol. III pag. 381) aquila nascente dalla troncatura di nero coronata di oro su oro - scaccato di nero e di argento (citato in LEOM) |
|        | Gavotti scaccato di oro e di nero, al capo d'oro caricato di un'aquila coronata di nero (citato in (4) – Vol. III pag. 382) |
|        | Gavotti (Genova) Titolo: signori di Carrosio Scaccato di nero e di argento, con il capo d'oro, carico di un'aquila coronata, di nero, nascente (citato in (18)) |
|        | Gavotti (Chieri) Titolo: baroni di Sant'Elena D'oro, alla aquila coronata, troncata, di nero e scaccata d'argento e di nero Motto: Constanter (citato in (18)) |
|        | Gavotti (Roma) (la blasonatura non è stata ancora caricata) (Immagine nell' Archivio Storico Capitolino (PDF).) |
|        | Gavotti Verospi (Roma, Albano Laziale) partito: 1º scaccato di oro e di nero, al capo d'oro caricato di un'aquila coronata di nero (Gavotti); 2º di azzurro a due cani d'argento collarinati di rosso controrampanti, accompagnati in capo da 3 stelle di 6 d'oro male ordinate (Verospi) (citato in (4) – Vol. III pag. 382) scaccato di nero e di oro - aquila coronata di nero su oro in capo - 2 cani controrampanti di argento collarinati di rosso sormontati da - 3 stelle (6 raggi) di oro poste 1,2 tutto su azzurro (citato in LEOM) |

### Gay
| Stemma | Casato e blasonatura |
| ------ | --- |
|        | Gay (San Paolo d'Asti, Torino) Titolo: conti di Montariolo d'oro al leone di nero, armato di rosso, coronato del campo, sostenente colla zampa destra anteriore una gazza ghiandaia (Gay) al naturale; colla fascia di rosso attraversante Motto: Honor supremalis (citato in (4) – Vol. III pag. 382 e in (18)) fascia di rosso su - leone rampante di nero coronato di oro su oro sostenente con la zampa destra anteriore un uccello gazza di nero (citato in LEOM) alias Troncato, al 1° d'azzurro, alla stella (8), con tre scintille, muoventi in pergola dalla stella, il tutto d'oro, al 2° di nero, alla colonna d'argento, con base e capitello d'oro, e due foglie di granturco di verde, muoventi dalla base (citato in (18))                                                                        |
|        | Gay (Torino) Titolo: marchesi di Lesegno e Roasio; conti di Monteu da Po, Quarti d'oro al leone di nero, armato di rosso, coronato del campo, sostenente colla zampa destra anteriore una gazza ghiandaia (Gay) al naturale; colla fascia di rosso attraversante (citato in (18)) alias partito: d'oro al leone di nero, armato di rosso, coronato del campo, sostenente colla zampa destra anteriore una gazza ghiandaia (Gay) al naturale; colla fascia di rosso attraversante che è per Gay; e d'oro a cinque bande di rosso, che è per Del Carretto Motto: Intentiones cunctim (citato in (4) – Vol. III pag. 383 e in (18)) fascia di rosso su - leone rampante di nero coronato di oro su oro sostenente con la zampa destra anteriore un uccello gazza di nero - 5 bande di rosso su oro (citato in LEOM) |
|        | Gay (Asti) D'oro, a tre gazze, al naturale (citato in (18)) |
|        | Gay (Vigone) D'azzurro, alla fascia d'oro, carica di una gazza, al naturale (citato in (18)) |
|        | Gay (Avigliana) D'azzurro, alla banda d'oro, carica di tre gazze ghiandaie, al naturale (citato in (18)) |
|        | Gay o Gaijo (Moncalieri) D'oro, al leone di nero, linguato di rosso, sostenente con la zampa anteriore destra una gazza ghiandaia, al naturale, alla fascia di rosso attraversante alias Un leone di nero linguato e lampassato di rosso traversato da una banda rossa con una ghiandaia, o sia gay nella sommità d'essa in campo d'oro Motto: Mitis fortem placat (citato in (18)) |
|        | Gay (Torino) Titolo: baroni dell'Impero Francese (arma nota solo quella napoleonica) (citato in (18)) |
|        | Gaya (Mamoiada, Ozieri) di azzurro al palmizio al naturale sostenuto da due leoni di oro affrontati (citato in (4) – Vol. III pag. 384) albero di palma uscente dalla punta al naturale sostenuto da - 2 leoni controrampanti di oro tutto su azzurro (citato in LEOM) Motto: Sicut palma florentes |
|        | Gayangos (Sicilia) Troncato di rosso e d’azzurro, a tre spade d’argento, guarnite d’oro, poste in palo, ordinate in fascia e attraversanti sul tutto; alla bordatura d’argento, caricata da otto fiocchetti d’armellino di nero, posti 3, 2 e 3 (citato in Mango) |
|        | Gays e Gays Rasino (Villarbasse) Titolo: conti di Bollengo; consignori di Villarbasse D'oro, partito da un filetto di nero; il 1° al leone di nero, linguato di rosso, con la fascia di rosso, attraversante; il 2° al castello di rosso; il tutto con il capo d'argento, sparso di plinti di nero, con il leone del secondo, linguato di rosso, nascente Motto: Mitis fortem placat (citato in (18)) |
|        | Gays (Monferrato) Titolo: conti palatini (arma nota solo quella napoleonica) (citato in (18)) |
|        | Gaysa (Avigliana) Troncato, al 1° d'oro, all'aquila bicipite, di nero, coronata del campo, al 2° di rosso, al braccio sinistro d'argento, vestito di verde, con il manipolo d'argento, e la mano aperta Motto: Apertur amicis (citato in (18)) |

### Gaz
| Stemma | Casato e blasonatura |
| ------ | --- |
|        | Gazei (Siena) D'azzurro, alla fascia d'oro sormontata da una stella a otto punte dello stesso (citato in (15)) |
|        | Gazelli o Gazzelli (Porto Maurizio, Oneglia, Torino) Titolo: conti di Rossana; signori di Selve; consignori di Cocconato, S. Sebastiano d'azzurro, al leone d'oro, fissante una stella, del medesimo, posta nell'angolo destro del capo; colla fascia di rosso, attraversante (citato in (4) – Vol. III pag. 384 e in (18)) fascia di rosso su - leone rampante di oro su azzurro - stella (5 raggi) di oro in alto a sinistra su azzurro (citato in LEOM) Cimiero: un becco selvatico, d'oro, nascente Sostegni: due leoni d'oro Motto: Fortitudine et celeritate |
|        | Gazelli Bruco (Torino) Titolo: conti di Ceresole e Palermo Partito di Gazelli e di Bruco Motto: Fortitudine et celeritate - Soli Deo (citato in (18)) |
|        | Gazes (Messina) d'argento, a tre teste di corvo di nero (citato in (17) e in Mango) |
|        | Gazini (Firenze) D'oro, allo scaglione di rosso accompagnato da tre uccelli posati di nero, 2.1, i due affrontati (citato in (15)) |
|        | Gazini o Gazino o Gazzino (Mantova) Titolo: marchesi di Olivola D'argento, al leone di nero, tenente un castello di rosso alias D'argento, al castello di rosso, con il leone di nero, passante, sostenuto dalle due torri alias D'argento, al leone d'oro, cucito, tenente un castello di rosso alias Troncato, al 1° d'argento, al leone sostenuto dalla partizione, e sostenente con la branca anteriore destra un castello torricellato di due pezzi, il tutto di rosso, al 2° dello stesso, alla fascia contradoppionebulosa minuta di verde, bordata da due fasce simili d'argento alias D'azzurro, al leone d'oro, tenente un castello di rosso, cucito (citato in (18)) |
|        | Gazini o Gassini o Gazino (Vercelli) Titolo: consignori di Rhins D'azzurro, a quattro punte, alternate da tre fiamme, il tutto d'oro e rovesciate, moventi dal capo, con il capo d'oro, carico di un'aquila coronata, di nero alias D'azzurro, alla sfera del fuoco d'oro, scintillante verso la punta, carica di un'aquila di nero, coronata, armata e rostrata di rosso Motto: E pur spero (citato in (18)) |
|        | Gazo (Padova) Titoli: Nobile d'oro a tre gazze al naturale 2, 1 (citato in (4) – Vol. III pag. 385) 3 gazze (uccelli) di profilo al naturale poste 2,1 su oro (citato in LEOM) Cimiero: la gazza del campo |
|        | Gazola (Roma, Firenze) Titoli: Nobile dell'A. I., Conte di Cà di Campagna troncato, al 1º d'azzurro a tre stelle (6) d'oro, male ordinate; al 2º d'argento alla gazza al naturale sostenuta da un monte di verde di tre cime, alla fascia d'oro sulla partizione (citato in (4) – Vol. III pag. 385) fascia di oro su troncato di azzurro e di argento - 3 stelle (6 raggi) di oro poste 1,2 su azzurro - monte a 3 cime di verde uscente dalla punta sostenente - una gazza (uccello) al naturale su argento (citato in LEOM) |
|        | Gazola (Verona) Gazza (citato in (17)) |
|        | Gazola (Cesena) (la blasonatura non è stata ancora caricata) (citato in BLCW) Immagine in Blasone Cesenate. |
|        | Gazza (Ovada) D'azzurro, alla gazza d'argento, posata su una montagna di verde, nell'atto di guardare un sole levante e radioso al naturale, movente dal cantone destro del capo (citato in (31)) |
|        | Gazzaniti o Pugliese (Tropea) in campo azzurro con in mezzo tre leoni posti due in capo ed uno in punta (citato in BLCL) Immagine in Tropea Magazine. |
|        | Gazzano o Gazano (Mondovì) D'azzurro, all'olivo sostenente una gazza, con il tronco sostenuto da un leone, il tutto al naturale alias D'azzurro, all'olivo sostenente una gazza, con il tronco sostenuto da un leone, il tutto d'oro Motto: Paci et fortitudine (citato in (18)) |
|        | Gazzanti o Puglise (Tropea) (LA) campum ceruleum et in medio campi tria capita Leonum duo desuper et aliud subter (citato in BLCL) Notizie storiche in Tropea Magazine. |
|        | Gazzarrini (Livorno) d'azzurro al monte di sei cime di verde poste 3, 2, 1, sormontato da una colomba d'argento e sinistrato da un leone di oro rampante; accompagnato da sinistra da un crescente di argento, sormontato il tutto da tre stelle d'oro a sei raggi, in fascia (citato in (4) – Vol. III pag. 385) |
|        | Gazzarrini (Livorno) monte a 6 cime di verde su terrazzo dello stesso cimato da - colomba di argento su azzurro - leone rampante di oro contro il monte su azzurro - luna di argento verso destra - 3 stelle (6 raggi) di oro poste in fascia in alto su azzurro (citato in LEOM) |
|        | Gazzarrini (San Miniato) D'azzurro, al monte di sei cime di verde, sostenente una gazza sorante al naturale, e sinistrato da un leone d'oro, sormontato da un crescente volto d'argento; il tutto accompagnato da tre stelle a sei punte d'oro, ordinate in capo (citato in (15)) |
|        | Gazzella (Gaeta) Gazza (citato in (17)) |
|        | Gazzelli d'azzurro, al leone d'oro, fissante una stella del medesimo posta nell'angolo destro del capo; colla fascia di rosso attraversante (citato in (4) – Vol. III pag. 386) |
|        | Gazzelli Brucco (Torino) partito: al 1º di Gazzelli che è d'azzurro, al leone d'oro, fissante una stella del medesimo posta nell'angolo destro del capo; colla fascia di rosso attraversante; al 2º di Brucco, che è troncato, sopra, d'argento alla pianticella di bruco (erica) fiorita e sradicata, al naturale; sotto, d'azzurro al leone d'oro, tenente colla zampa anteriore destra un ramoscello di bruco (erica) d'argento (citato in (4) – Vol. III pag. 386) fascia di rosso su - leone rampante di oro mirante - stella (5 raggi) dello stesso in alto a sinistra su azzurro - pianta di erica sradicata al naturale su argento - leone rampante di oro tenente in destra un ramoscello di erica di argento su azzurro (citato in LEOM) Motto: a destra Fortitudine et celeritate; a sinistra Soli Deo |
|        | Gazzera o Gazzaro (Benevagienna) Inquartato in decusse, d'argento, alla rosa di rosso, e d'azzurro, alla rosa d'argento, con il capo d'oro, carico di un'aquila, di nero (citato in (18)) |
|        | Gazzeri (Firenze) Di..., alla gemella in banda di..., sostenente una gazza posata di..., e accompagnata nel cantone sinistro della punta da una stella a otto punte di... (citato in (15)) |
|        | Gazzero (Torino) d'argento al decusse di... e di... accantonato da quattro stelle di...; col capo dell'impero (citato in (4) – Vol. III pag. 386) 4 stelle (5 raggi) di colore indeterminato poste sui 4 quarti di una croce di Sant'Andrea di colore non identificato - capo d'Impero (citato in LEOM) |
|        | Gazzero (Torino) 2 rose di rosso in palo e 2 rose di argento in fascia su inquartato in croce di Sant'Andrea di argento e di azzurro - capo d'Impero (citato in LEOM) |
|        | Gazzero (Benevagienna, Mondovì) Titolo: nobile Inquartato in decusse, d'argento, alla rosa di rosso, e d'azzurro, alla rosa d'argento, con il capo d'oro, carico di un'aquila, di nero (citato in (18)) inquartato in croce di Sant'Andrea nel 1º e 4º d'argento a 2 rose di rosso; nel 2º e 3º d'azzurro a 2 rose d'argento; capo d'oro caricato di un'aquila di nero coronata del campo (citato in (27)) alias Inquartato in decusse, d'argento, alla rosa di rosso, e d'azzurro, alla rosa di rosso, cucita, con il capo d'oro, carico di un'aquila, di nero (citato in (18)) alias D'argento, al decusse di [...], accantonato da quattro stelle di [...], con il capo d'oro, carico di un'aquila, di nero (citato in (18))                                                                                   |
|        | Gazzetti (Firenze) D'oro, alla banda d'azzurro caricata a destra da una stella a otto punte d'oro e a sinistra da un crescente volto in banda d'argento, e accostata da due leopardi d'azzurro (citato in (15)) |
|        | Gazzini o Gazzini del Carro (Toscana) partito, nel 1º d'oro, a tre fasce doppiomerlate di nero; nel 2º d'argento, al leone di verde (DE) Gespalten: Rechts in Gold 3 schwarze Gegenzinnenbalken, links in Silber 1 grüner Löwe (citato in (28)) |
|        | Gazzola (Piacenza) d'azzurro a tre monti, il 2º più alto e sul quale posa una gazza; su quello di destra un ramo di quercia e su quello di sinistra un ramo di palma, il tutto al naturale e accompagnato in capo da una stella d'oro (citato in (4) – Vol. III pag. 386) 3 monti al naturale di argento uscenti dalla punta cimati - a sinistra da un ramo di quercia - al centro da una gazza (uccello) al naturale - a destra da un ramo di palma di verde tutto su azzurro - stella (5 raggi) di oro in alto su azzurro (citato in LEOM) |
|        | Gazzoli (Terni, Roma, Civita Castellana, Pesaro) d'azzurro alla quercia al naturale su cui posa una gazza di nero accompagnata in capo da una stella di sei punte d'oro (citato in (4) – Vol. III pag. 387) albero di quercia al naturale uscente dalla punta cimata da una gazza (uccello) di nero su azzurro - stella (6 raggi) di oro in alto su azzurro (citato in LEOM) |
|        | Gazzoli (Reggio Emilia, Scandiano) trinciato di azzurro e d'argento: nel 1º a una mezzaluna calante d'argento; nel 2º a una stella di sei raggi di rosso; col capo d'oro, caricato di un'aquila di nero (citato in (4) – Vol. III pag. 388) luna rivolta di argento sull'azzurro del trinciato di azzurro e di argento - stella (6 raggi) di rosso su argento - aquila di nero su oro in capo (citato in LEOM) Cimiero: testa di liocorno alato di argento, con corno d'oro, uscente dal cercine, che è d'argento, d'oro e di rosso |
|        | Gazzone o Gazone (Rosignano, Torino) Titolo: conti di Valmacca; baroni di Rosignano d'azzurro allo scaglione di oro, sostenente due colombe d'argento, affrontate; sormontate da un giglio d'oro; accompagnato in punta da tre torri d'argento fondate nel lembo inferiore dello scudo (citato in (4) – Vol. III pag. 389 e in (18)) scaglione di oro sormontato da - 2 colombe di argento affrontate su azzurro - giglio di oro su azzurro in alto - 3 torri di argento uscenti dalla punta su azzurro (citato in LEOM) |
|        | Gazzoni (Cesena) (la blasonatura non è stata ancora caricata) (citato in BLCW) Immagine in Blasone Cesenate. |